# Луганск
Луга́нск (укр. Луганськ; в 1795—1882 годах — Луга́нский заво́д; в 1935—1958 и 1970—1990 годах — Ворошиловгра́д) — город на востоке Украины, расположенный на реке Лугань. Административный центр Луганской области, Луганского района и Луганской городской общины.
В 2014 году город был оккупирован Россией с помощью местных сепаратистских сил и стал столицей Луганской Народной Республики, которая с 2014 по 2022 год существовала в качестве марионеточного государственного образования, управляемого из России. В 2022 году регион был аннексирован Россией.
Численность наличного населения города на 1 января 2015 года оценочно, по данным Укрстата, составляла 417 990 человек. По площади и населению Луганск входит в число десяти крупнейших городов Украины. Луганск расположен в месте слияния реки Луга́ни с рекой Ольхово́й. Расстояние до Киева составляет 811 км, до Москвы — 1100 км.

## Этимология названия
Основан как завод в 1795—1796 годах после опубликования указа Екатерины II «Об устроении литейного дела в Донецком уезде при реке Лугани». Возникшее при заводе селение получило название Луганск от гидронима Лугань, который происходит от слова «луг». Селение получило статус города в 1882 году. В 1935 году город переименован в Ворошиловград в честь советского партийного и военного деятеля К. Е. Ворошилова. После принятия в 1957 году Указа Президиума Верховного Совета СССР, запретившего присваивать населённым пунктам имена государственных деятелей при их жизни, в 1958 году городу возвращено название Луганск, но в 1970 году, после смерти К. Е. Ворошилова, город вновь был переименован в Ворошиловград. В 1990 году город вновь был переименован в Луганск.

## История

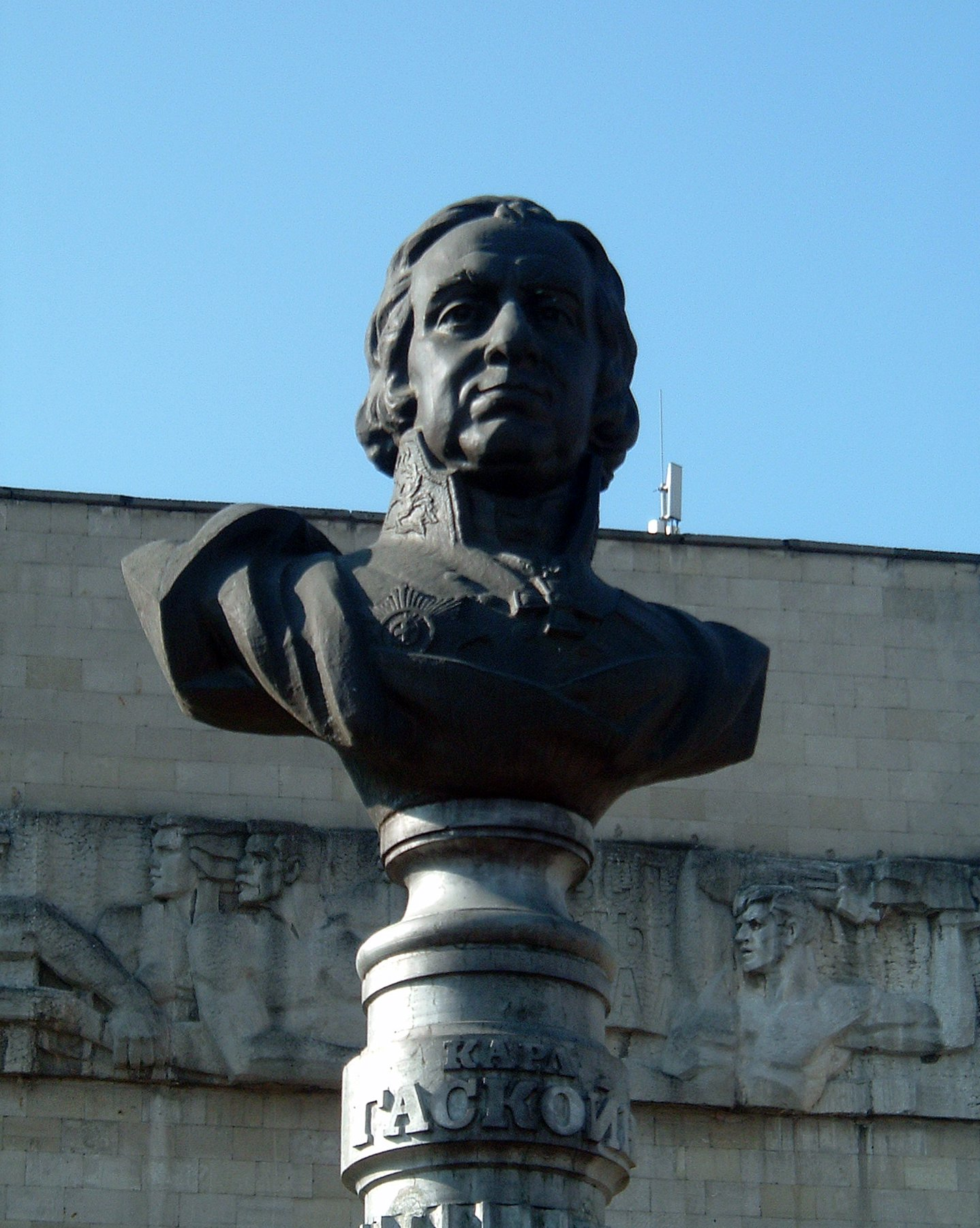
Карл Гаскойн

### XVIII век
На карте 1736 года станица Лугань обозначена как городок с церковью.
- 1740—1750 годы — зимовники и хутора нескольких запорожских казацких семейств на территории современного города. В 1753—1755 годах по правительственному разрешению к ним присоединяются семьи сербов, хорватов, молдаван и болгар. В частности в 1753 году прибыли славяносербские полки Шевича и Прерадовича (основатель рода Депрерадовичей). Также сюда переселялись украинцы, вначале преимущественно из Левобережной Украины, русские и представители других народов[19]. Основано поселение Каменный Брод.
- Первая церковь была построена ещё в 1761, в Каменном Броде — деревянная Петропавловская. В период 1792—1796 гг. на том же месте построена каменная церковь которая является старейшей из сохранившихся в городе.

### Период Российской империи
- 1790 — приглашённому на российскую службу британскому инженеру шотландского происхождения Карлу Карловичу Гаскойну в своё время было поручено провести разведку залежей руд и каменного угля в районе Славяносербии. Гаскойн выполнил поручение и заверил правительство, что «найденные прииски железной руды и каменного угля по освидетельствованию обещают богатейшее количество сих минералов в наилучшем качестве».
- 14 ноября 1795 — Екатерина II издаёт указ об основании первого на юге империи чугунолитейного завода, с сооружением которого в долине реки Лугань и связано возникновение города. Сёла Каменный Брод (основано в 1755 году) и Вергунка были первыми населёнными пунктами, принявшими строителей и рабочих Луганского литейного завода.
- 1797 — посёлок, возникший вокруг завода, получил название Луганский завод. Рабочие и специалисты привлекались из внутренних российских губерний, частично из-за границы. Основной костяк составили мастеровые, поступившие с Липецкого завода, а также особо квалифицированные рабочие с Александровского пушечного завода Петрозаводска (Олонецкая губерния), плотники и каменщики из Ярославской губернии. Весь основной административно-технический персонал состоял из англичан, приглашённых Гаскойном.
- К. К. Гаскойн был директором Луганского литейного завода (который был разработан по его собственному проекту) с 1795 до 1806 года. Предприятие создавалось для обеспечения Черноморского флота и береговых крепостей орудиями и снарядами; со 2-й трети 19 в. на заводе изготавливались произведения художественного литья[20]. Карл (англ. Чарльз/Charles) Гаскойн, 1790-е годы

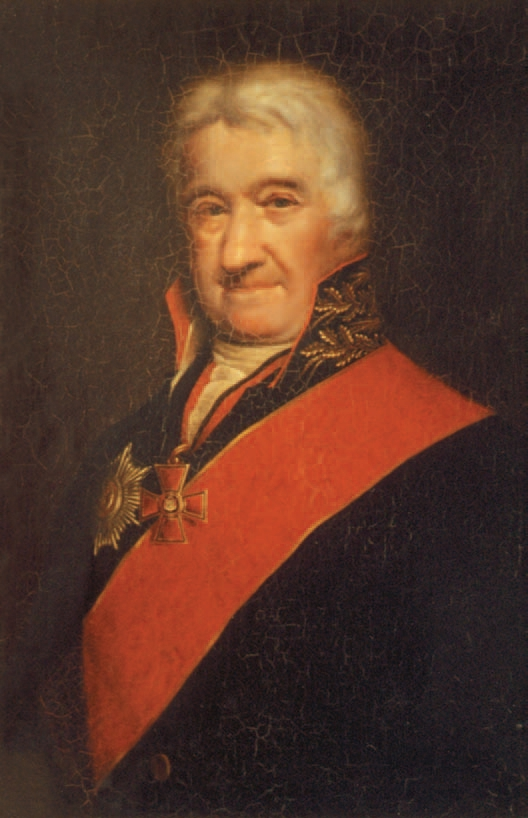
Карл (англ. Чарльз/Charles) Гаскойн, 1790-е годы

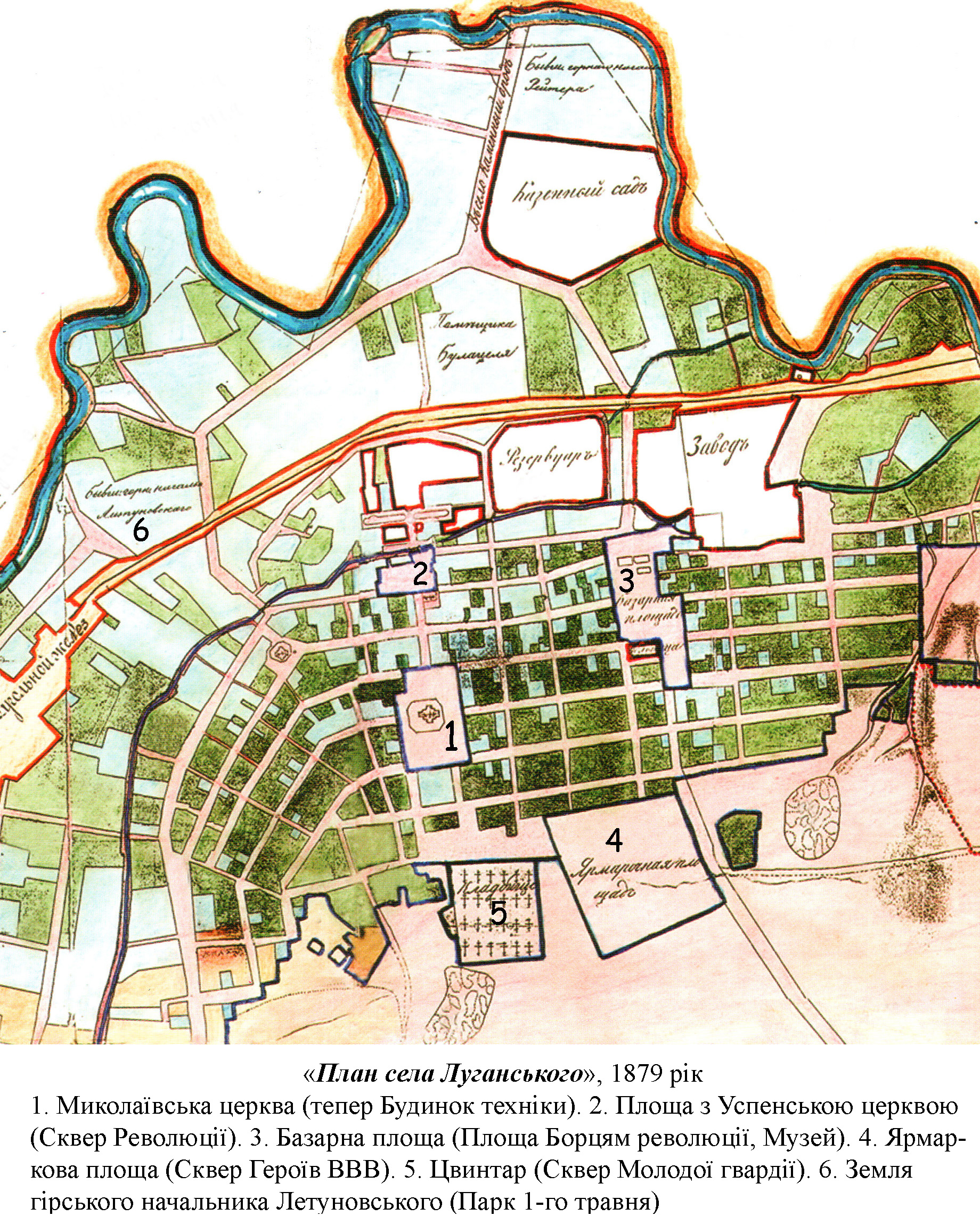
«План села Луганского», 1879 год

В период войны с Наполеоном Луганский завод стал одним из основных поставщиков пушек и боеприпасов для Русской армии. В 1823 году в посёлке открылось первое учебное заведение — профессиональная горная школа. К концу 1860-х годов численность посёлка достигает 10 тысяч человек. В середине 1870-х годов открывается железная дорога Луганск — Дебальцево. 3 сентября 1882 года император утвердил положение Комитета министров Российской империи об основании на базе посёлка Луганский завод с присоединением селения Каменный Брод города Луганск.
- 1896 — немецкий промышленник Густав Гартман начинает строительство крупного паровозостроительного завода. Оборудование привезено из Германии.
- По данным переписи 1897 года, Луганск, входя в состав преимущественно украиноязычного[21] Славяносербского уезда, являлся преимущественно русскоязычным городом: из 20 404 жителей города русский (во время переписи — «великорусский») язык родным назвали 13 907 человек (68,16 % населения), украинский («малорусский») — 3 902 (19,12 %), идиш («еврейский») — 1 449 (7,10 %), белорусский — 716 (3,51 %), другие языки — 430 (2,11 %)[22].

- 1900 — из Луганска вышел на железнодорожные магистрали первый построенный здесь товарный паровоз.
- Начало XX века — Луганск (в составе Славяносербского уезда Екатеринославской губернии) представлял собой крупный промышленный центр Российской империи. Здесь насчитывалось 16 фабрик и заводов, около 40 ремесленных предприятий. В городе открыта телефонная станция, построено новое здание почтово-телеграфной конторы. Действовали 5 кинематографов: «Художественный», «Экспресс», «Эрмитаж», «Иллюзион» и Шарапова. В Луганске было 6 православных церквей, синагога, римско-католический костёл, лютеранская кирха. Луганский металлургический завод в 1910 годуПушка «крепостной единорог» (была отлита на Луганском литейном заводе, в 1814 году)

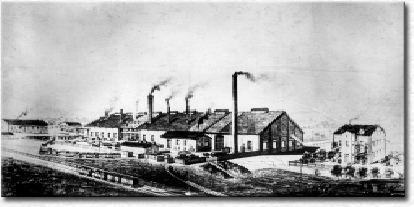
Луганский металлургический завод в 1910 году

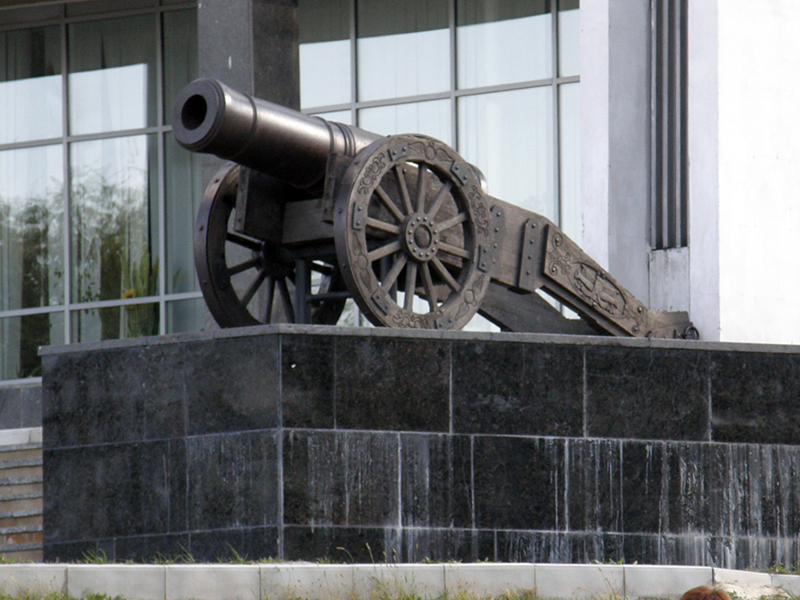
Пушка «крепостной единорог» (была отлита на Луганском литейном заводе, в 1814 году)

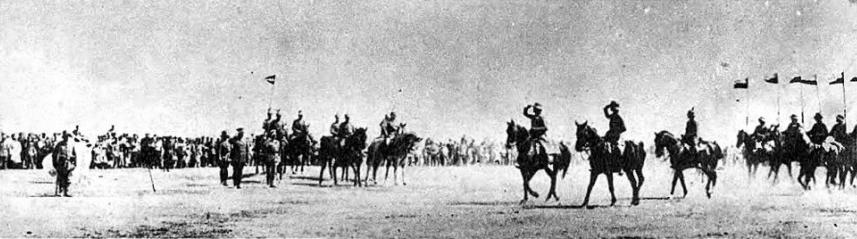
Парад немецкой кавалерии в Луганске весной 1918 года.

### Период гражданской войны
- 1917—1919 — события революции и Гражданской войны. Власть поочерёдно находится в руках большевиков, Центральной рады, австро-германских войск, донских казаков, Вооружённых Сил Юга России.
- В начале марта 1918 года, под руководством Клемента Ворошилова, был организован Первый Луганский социалистический отряд, оборонявший Донбасс от германо-австрийских войск.
- Апрель 1918 — столица Донецко-Криворожской Республики.
- Февраль 1919 — декабрь 1920 — столица Донецкой губернии.
- 27 мая 1919 — 24 декабря 1919 — город под контролем ВСЮР.
- Декабрь 1919 — в городе окончательно установилась советская власть. Британские танки Mk.V Русской армии Врангеля времён Гражданской войны (1917—1922 г.), Луганск (снимок сделан в 2010 году)

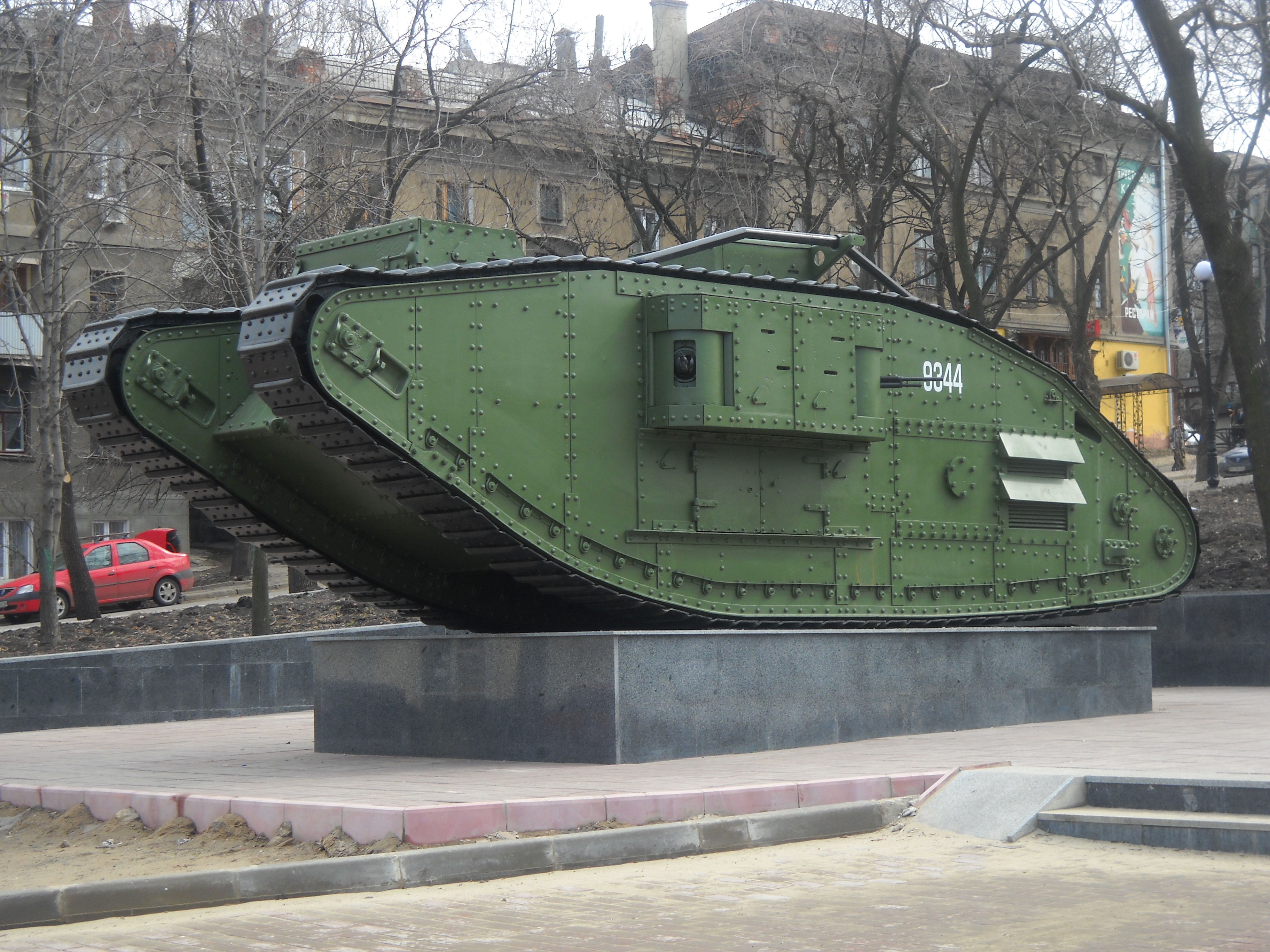
Британские танки Mk.V Русской армии Врангеля времён Гражданской войны (1917—1922 г.), Луганск (снимок сделан в 2010 году)

### Советский период
- С 1923 года до февраля 1940 года в городе находились 240-й стрелковый полк, 80-й артиллерийский полк, 80-й конный эскадрон 80-й стрелковой дивизии Украинского военного округа. В июле 1928 года приказом РВС СССР полку было присвоено новое наименование — 240-й стрелковый Красно-Луганский полк. Шефство над полком осуществлял местный городской совет народных депутатов. В 1934 году комсомольская организация 240-го Луганского сп награждена переходящим Красным Знаменем ЦК ЛКСМУ за примерность в дисциплине и учёбе[23][24][25].
- 1926 — численность населения города составляет 77 000 человек.
- 31 октября 1931 — в Луганске выпускается первый в СССР тяжёлый грузовой паровоз серии «Феликс Дзержинский».
- 1 мая 1934 — пущен первый трамвай.
- 5 ноября 1935 — город переименован в Ворошиловград[26].
- 3 июня 1938 — город становится областным центром.
- 17 июля 1942 — 14 февраля[27] 1943 — оккупация города войсками немецко-фашистских захватчиков во время Великой Отечественной войны (1941—1945).
- 14 февраля 1943 — город освобождён от войск немецко-фашистских захватчиков войсками Юго-Западного фронта Рабоче-крестьянской Красной армии ВС СССР в ходе Ворошиловградской наступательной операции[28][29]: Герои Второй мировой войны

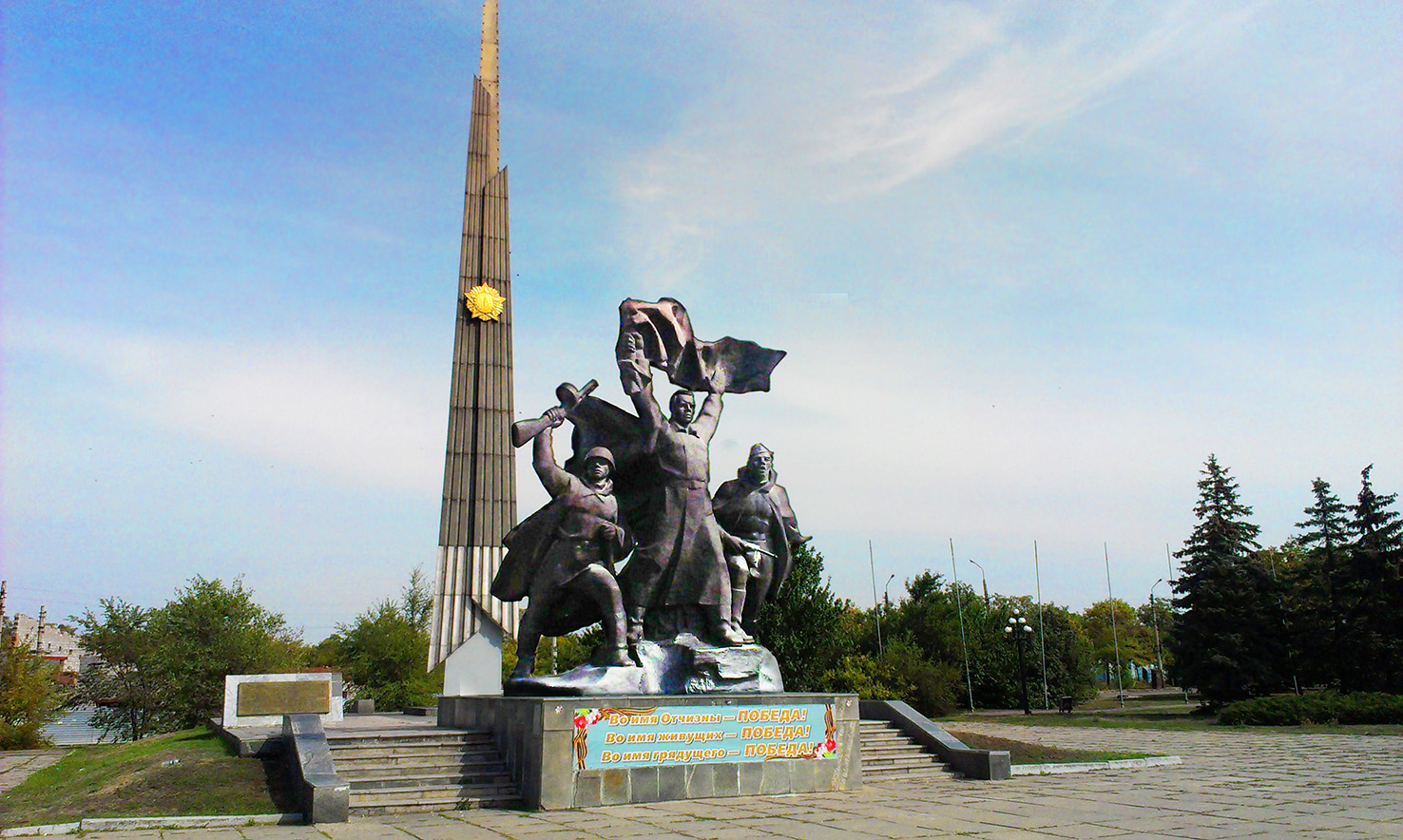
Герои Второй мировой войны

- 3-й гвардейской армии в составе: 18-го стрелкового корпуса (генерал-майор Михаил Запорожченко) в составе: 59-й гвардейской стрелковой дивизии (полковник Георгий Карамышев), 279-й стрелковой дивизии (полковник Герасим Мухин), части войск 243-й стрелковой дивизии (полковник Александр Куценко).
- 17-й воздушной армии в составе: 1-го смешанного авиакорпуса (генерал-майор авиации Владимир Шевченко) в составе: 288-й истребительной авиационной дивизии (подполковник Сергей Коновалов), 267-й штурмовой авиадивизии (подполковник Леонид Коломейцев); части войск 262-й ночной бомбардировочной авиадивизии (полковник Геннадий Белицкий). 

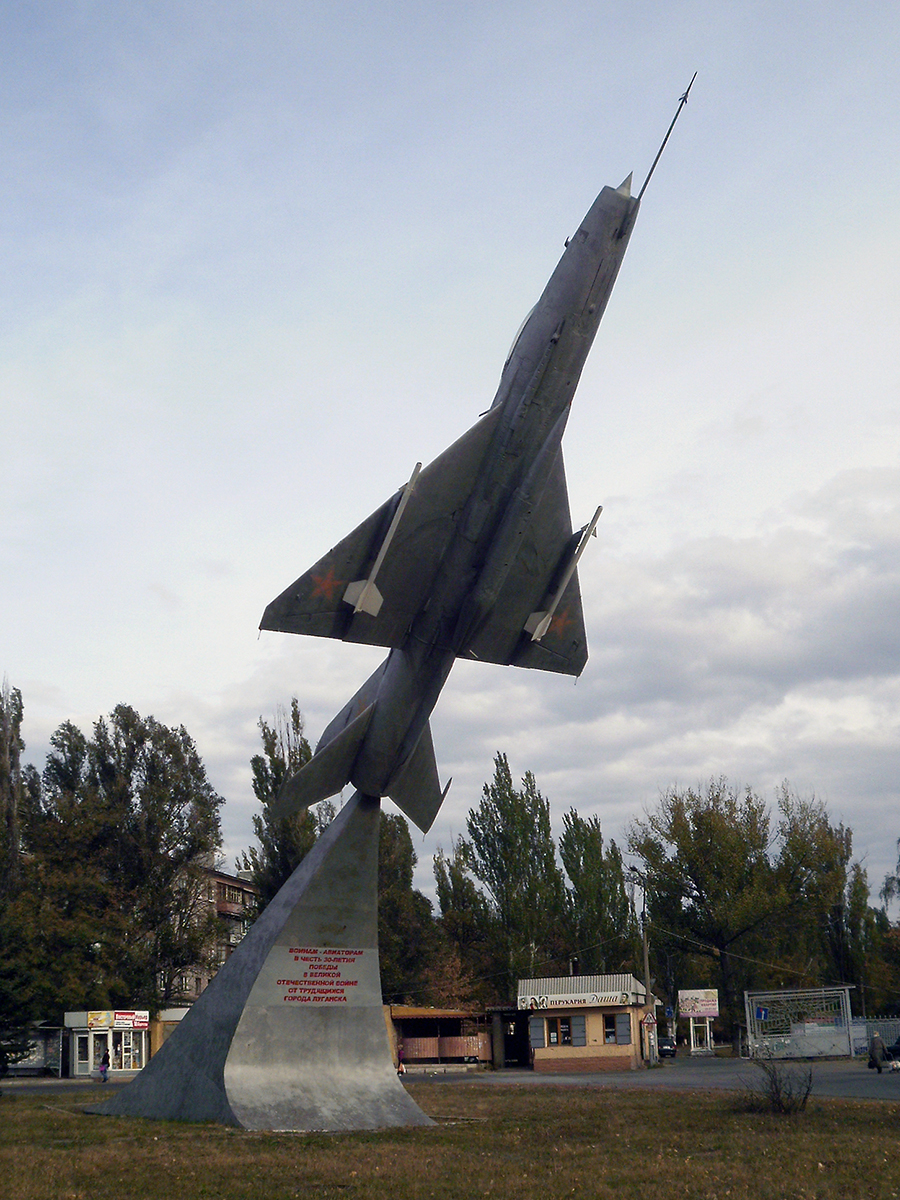
МиГ-21Ф-13, Луганск

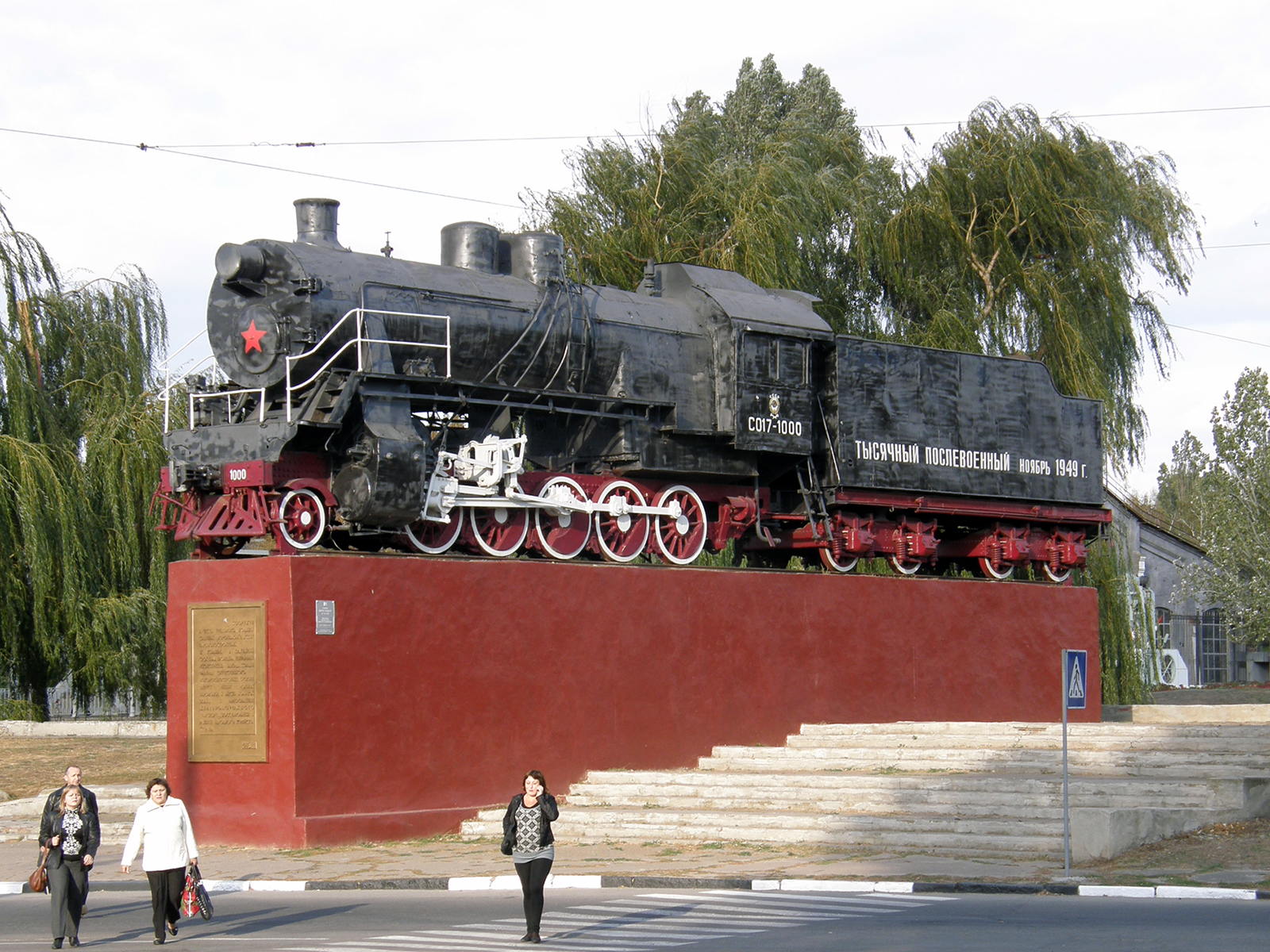
СО17-1000

- С 20 февраля 1943 — немецкие оккупанты, не желая отступать, подвергали город ожесточённым 10-дневным бомбардировкам. Только за 1 день погибло 345 человек. В результате на 1 апреля 1943 года в Ворошиловграде осталось всего 73 000 населения[31].
- 1956 — в городе проживало более 250 тысяч человек.

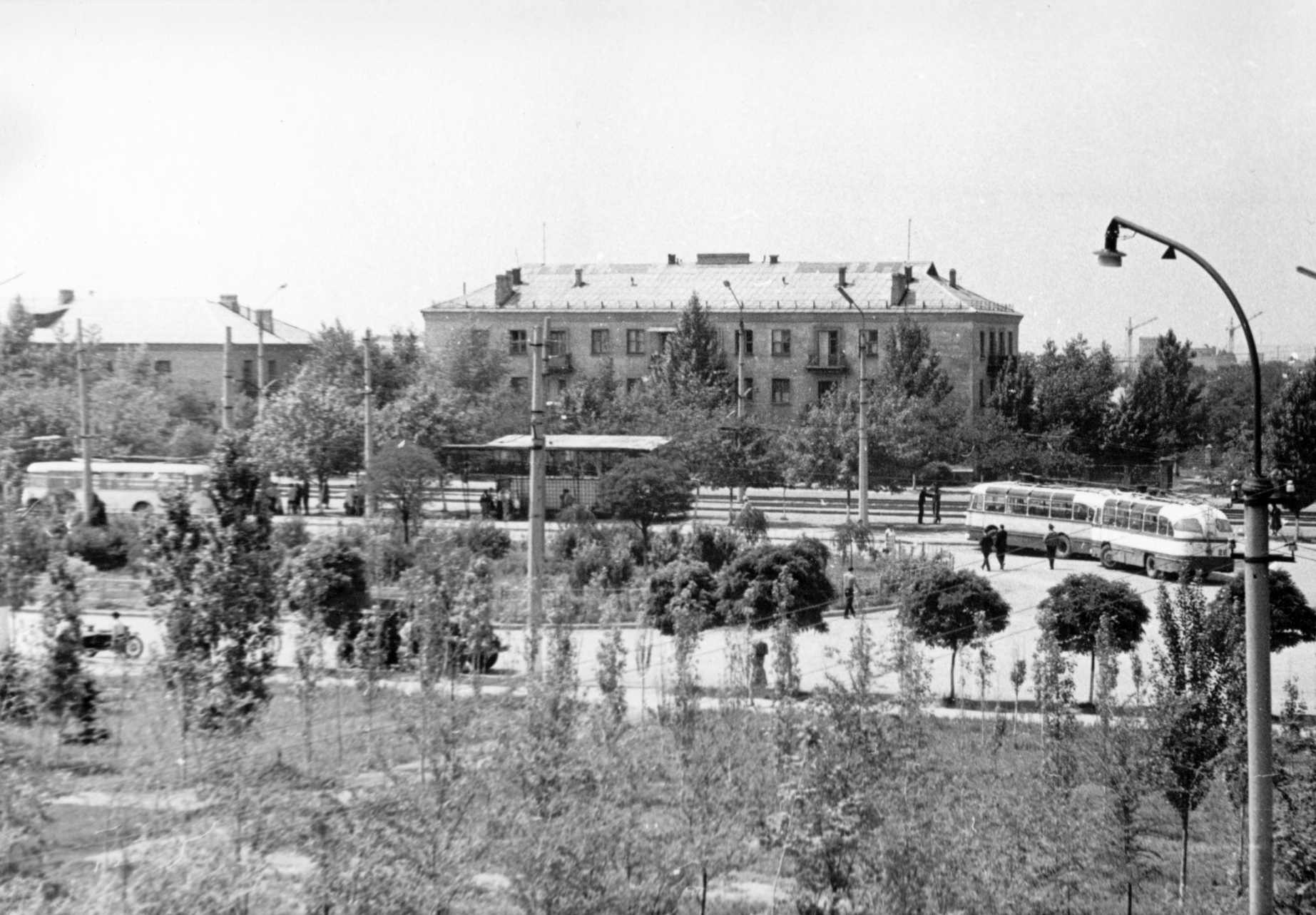
Начало 1960-х годов. Первые троллейбусы на кольце возле «Дома Обороны».

- 5 марта 1958 — городу возвращено историческое название Луганск. Причины: в сентябре 1957 года по инициативе и за подписью К. Е. Ворошилова (на тот момент — Председателя Президиума Верховного Совета СССР) выходит Указ о запрещении присваивать чему-либо имена живых людей, какими бы подвигами они ни прославились, и участие К. Е. Ворошилова в антипартийной группе.
- 1970 — после смерти К. Е. Ворошилова (1969) город вновь переименован в Ворошиловград Указом Президиума Верховного Совета УССР от 5 января 1970 года «О переименовании города Луганска и Луганской области»[32].
- 1972 — футбольный клуб «Заря» единственный раз стал чемпионом СССР по футболу. Это был первый чемпион СССР из города, не являвшегося столицей республики.
- 1970—1980 — ликвидация «преступного гнезда» в центре города в Цыганском овраге, начало его застройки.
- 4 мая 1990 — Указом Президиума ВС УССР № 9169-XI Луганску возвращено его первоначальное название.

### Постсоветский период (современность)
- 1991 — население города составляет 524 тысяч человек.
- 1994—1998 — городским головой Луганска был Алексей Данилов. Позже, в 2005 году, он стал губернатором Луганской области.
- 1996 — численность населения города составляет 517 тысяч человек.

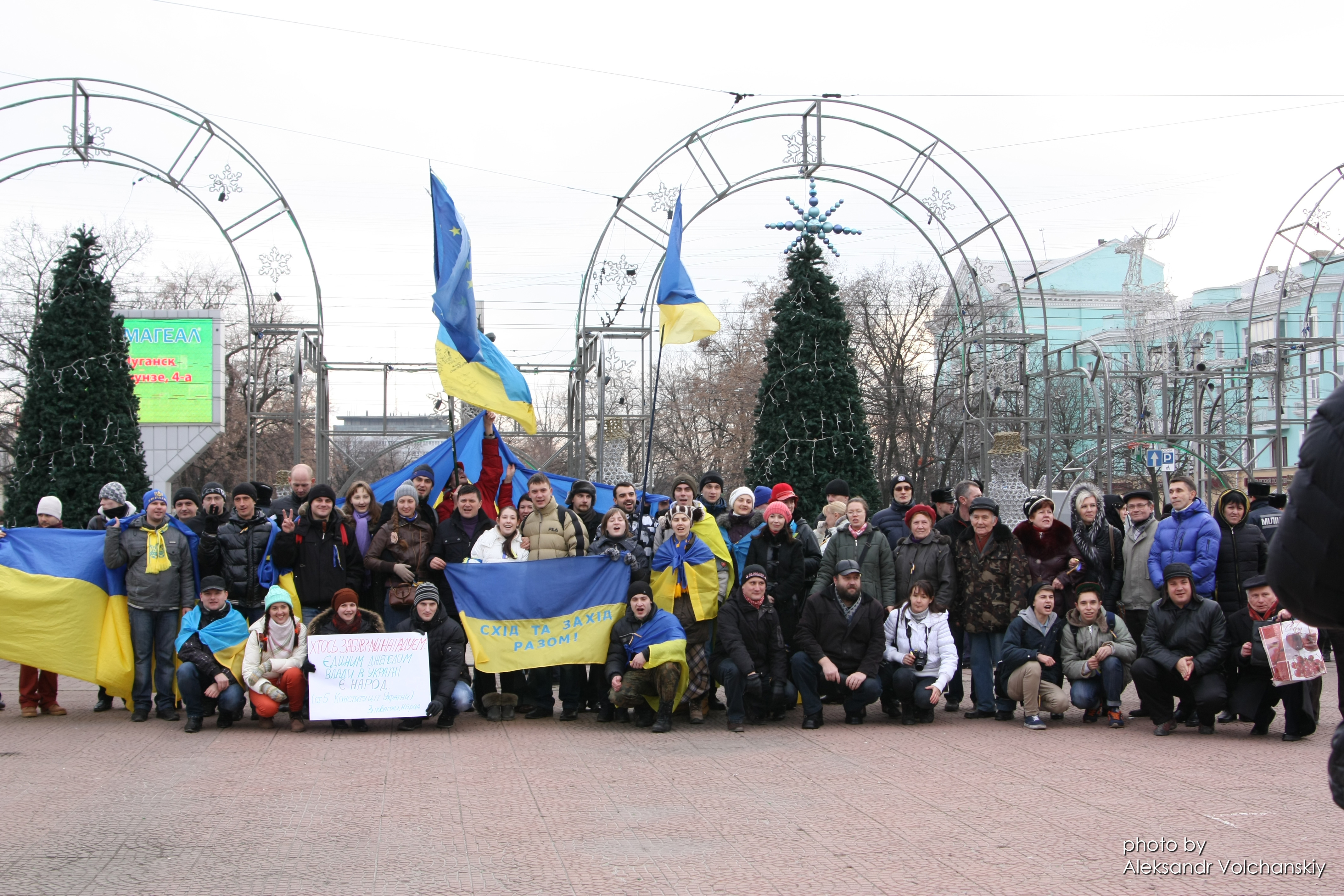
Митинг в поддержку Евромайдана в Луганске, 11 января 2014 года

В начале XXI века в городе работало 87 промышленных предприятий (ведущая отрасль — машиностроение). Городским главой города с 1998 года и по 2002 год был Анатолий Ягофёров, член партии «Реформы и порядок». В 2001 году в стране прошла всеукраинская перепись населения согласно которой население Луганска составляло 463 тысячи человек. На местных выборах 2002 года, которые прошли вместе с общенациональными выборами в парламент, городским головой был избран Евгений Бурлаченко.
С 2006 года городским головой стал Сергей Кравченко. В 2009 году население города составляет 474 тыс. человек. В агломерации, центром которой является Луганск — 688 тыс. человек.
В 2012 году пущен последний трамвай.
В 2013 году остановлен трубный завод Якубовского.
Акции в поддержку Евромайдана были малочисленными, хотя первые пикеты сторонников евроинтеграции были выставлены ещё 22 ноября. 13 декабря 2013 года из Луганска в Киев был направлен специальный поезд активистов для поддержки действующей власти.

#### Российско-украинская война
2 марта 2014 года и. о. президента Украины Александр Турчинов сместил луганского губернатора Владимира Пристюка и назначил на его место Михаила Болотских. 5 марта на пророссийском митинге был избран «народный губернатор» Александр Харитонов. 9 марта противники новых украинских властей захватили здание обладминистрации, подняли флаг России и изгнали Михаила Болотских, добившись от него написания заявления об отставке. 21 марта сторонники украинских властей из «Народной Самообороны» разгромили палатку-пикет пророссийских активистов из «Луганской гвардии». 27 марта было запрещено вещание российских каналов, что вызвало протест жителей города. 30 марта в Луганске прошёл митинг под лозунгом: «Да» — референдуму, «нет» — выборам президента!".

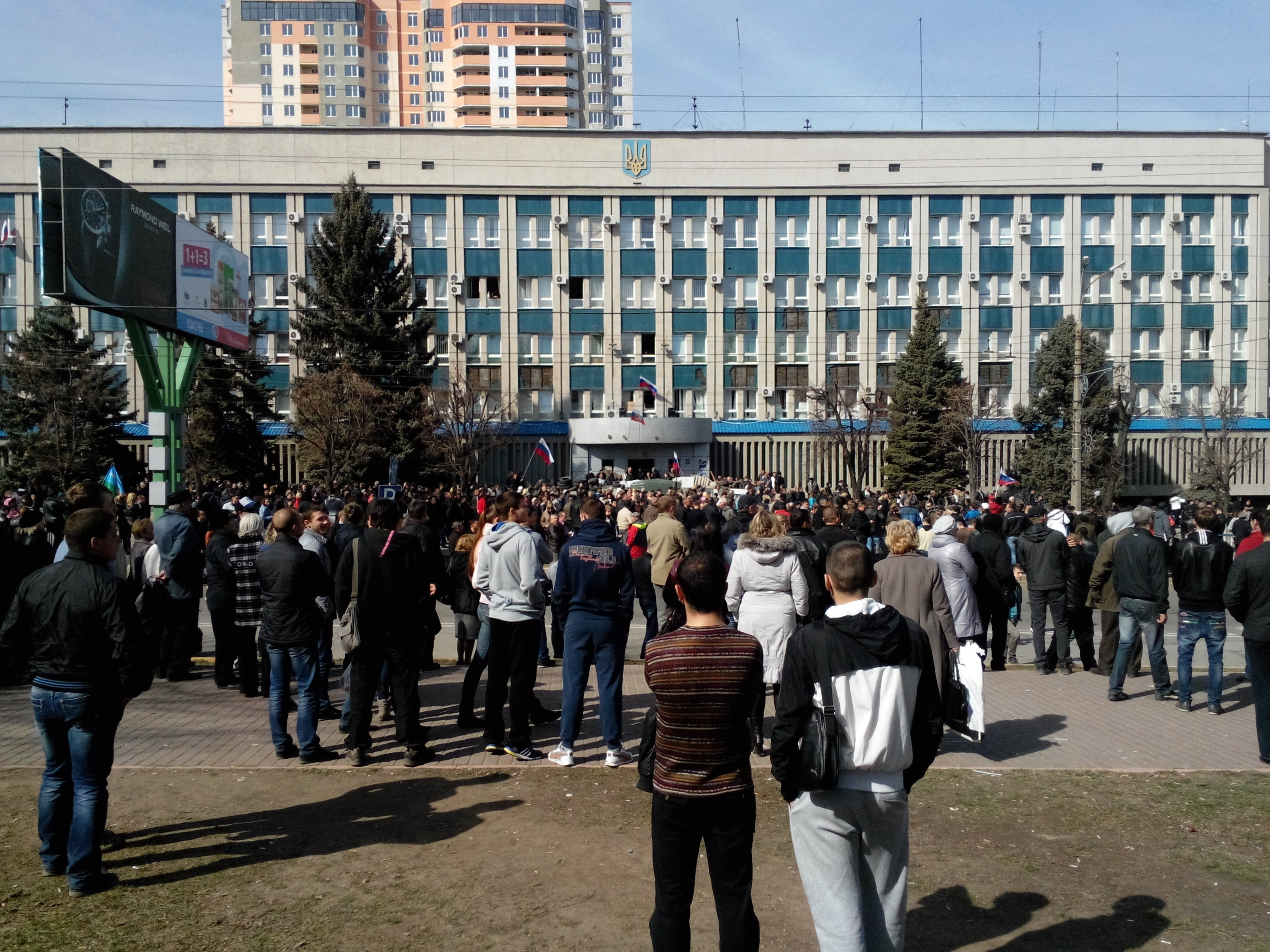
Митинг перед захваченным зданием управления СБУ по Луганской области, 7 апреля 2014 года.

6 апреля в городе прошёл многотысячный митинг под флагами России и с георгиевскими ленточками, после чего митингующие захватили здание СБУ.
27 апреля 2014 года на митинге возле захваченного пророссийскими активистами здания СБУ была провозглашена Луганская Народная Республика.
29 апреля активисты Луганской Народной Республики вновь захватили здание обладминистрации, при этом правоохранители не оказывали никакого противодействия. В этот же день вооружённые люди захватили здание прокуратуры, областной телерадиокомпании ЛОТ и Управление МВД.
11 мая властями самопровозглашённой ЛНР проведён сфальсифицированный референдум о самоопределении (который не был признан на международном уровне), по итогам которого на следующий день, 12 мая, на митинге в центре города была провозглашена независимость республики.
2 июня 2014 года в ходе боевой спецоперации украинскими ВВС по центру Луганска был нанесён авиаудар. В сквере перед обстрелянной госадминистрацией нашли две неразорвавшиеся неуправляемые авиационные ракеты, общее количество выпущенных при залпе боеприпасов составило около 20. Погибло 8 человек, более 20 получили тяжёлые ранения.
15 июля 2014 года луганский трамвай перестал обслуживать пассажиров.
С 2015 года Луганский тепловозостроительный завод прекратил выпуск локомотивов.
В 2022 году на День Победы город носил название Ворошиловград.
После начала российского вторжения на Украину, власти ЛНР и России регулярно обвиняют украинские войска в обстрелах Луганска. Власти Украины эти заявления или не комментируют, или говорят о провокациях с российской стороны.
7 мая 2024 года нефтебаза в городской черте Луганска попала под удар, заявил глава самопровозглашённой ЛНР Леонид Пасечник. Он обвинил в обстреле украинскую армию.
7 июня 2024 года ВС Украины нанесли удар пятью ракетами ATACMS по аннексированному Луганску. По сообщениям российских военных, часть ракет была сбита. В результате падения ракеты обрушился подъезд жилого дома в восточной части города. По данным местных властей, в результате погибли шесть человек, 60 пострадали. Среди раненых — двое детей в возрасте 8 и 16 лет. Назначенные Россией власти ЛНР объявили 8 июня днём траура. Украина заявила, что ударила по военным объектам в районе аэродрома Луганска, в том числе по зданию, используемому в качестве казармы российской армией.

## Географическое положение и территория
Луганск расположен в месте слияния реки Луга́ни с рекой Ольхово́й. Является центром самой восточной области Украины.
Расстояние до столицы Украины Киева по прямой составляет 672 км, по автодорогам — 843 км, по железной дороге — 811 км.
Общая площадь земель города в его границах составляет 28,6 тыс. га.
Главная улица города — Советская, центром всех крупных мероприятий является Театральная площадь.
По северо-восточной границе города (по руслу Северского Донца) проходила линия разграничения сил в Донбассе (см. Второе минское соглашение).

## Климат
Луганск является самым восточным областным центром Украины. В нём была зафиксирована самая низкая (-41.9 °C) и самая высокая (+42,0 °C) температуры, когда либо наблюдавшиеся на Украине, что свидетельствует о высокой континентальности климата по сравнению с другими городами Украины.
Для Луганска характерен степной климат, с малоснежной зимой, нередко сочетающейся с сильными метелями и частой сменой погоды, ранней весной, продолжительным жарким летом и поздней, но относительно короткой осенью. Зимой погода часто меняется, могут быть как сильные морозы (-25 °C и ниже), так и продолжительные оттепели. Весна относительно ранняя, хотя часты возвраты холодов. Лето в Луганске отличается наиболее высокими для Украины температурами и схоже с аналогичными температурами в Астрахани и степном Казахстане. Температура нередко превышает +35 °C в тени, но может достигать +40 °C и более в отдельные годы. Осень характерна частыми возвратами летнего тепла вплоть до второй половины октября, однако в отдельные годы заморозки возможны вплоть с самого начала сентября, что также гораздо раньше наступления заморозков в других регионах Украины.
| Показатель                    | Янв.  | Фев.  | Март  | Апр.  | Май  | Июнь | Июль | Авг. | Сен. | Окт.  | Нояб. | Дек.  | Год   |
| ----------------------------- | ----- | ----- | ----- | ----- | ---- | ---- | ---- | ---- | ---- | ----- | ----- | ----- | ----- |
| Абсолютный максимум, °C       | 12,8  | 18    | 23,1  | 31,8  | 36,6 | 39,4 | 42,0 | 42   | 38,2 | 31,2  | 22,8  | 15,6  | 42    |
| Средний суточный максимум, °C | −1    | −0,4  | 5,7   | 15,6  | 22,2 | 26,4 | 28,0 | 27,7 | 21,8 | 13,9  | 5,3   | 0,1   | 13,9  |
| Средняя температура, °C       | −4    | −2,8  | 4     | 9,7   | 15,8 | 20,1 | 22,3 | 22   | 17,9 | 8,6   | 5     | −2    | 8,8   |
| Средний суточный минимум, °C  | −7,8  | −5,8  | −2,4  | 4,2   | 9,4  | 13,8 | 16   | 14,8 | 9,4  | 4     | −1,2  | −5,5  | 4     |
| Абсолютный минимум, °C        | −41,9 | −36,9 | −27,3 | −12,1 | −8,2 | −1,8 | 5,2  | −0,4 | −7,2 | −16,3 | −26,3 | −29,6 | −41,9 |
| Норма осадков, мм             | 36    | 36    | 32    | 33    | 50   | 61   | 63   | 34   | 45   | 35    | 39    | 39    | 503   |
| Источник: Погода и климат     |       |       |       |       |      |      |      |      |      |       |       |       |       |

| Показатель                              | Янв. | Фев. | Март | Апр. | Май  | Июнь | Июль | Авг. | Сен. | Окт. | Нояб. | Дек. | Год  |
| --------------------------------------- | ---- | ---- | ---- | ---- | ---- | ---- | ---- | ---- | ---- | ---- | ----- | ---- | ---- |
| Средний суточный максимум, °C           | −1,2 | −0,3 | 6,9  | 16,4 | 23,7 | 27   | 27,8 | 28,0 | 22,5 | 14,3 | 6,8   | 0,4  | 14,7 |
| Средняя температура, °C                 | −4   | −2,8 | 4    | 10,3 | 16,7 | 20,5 | 23,3 | 24,3 | 16,7 | 9,6  | 3,8   | −1,6 | 9,7  |
| Средний суточный минимум, °C            | −7,8 | −5,8 | −2   | 4,3  | 9,6  | 14   | 16,6 | 15   | 9,7  | 5    | 0,8   | −3,7 | 4,8  |
| Норма осадков, мм                       | 37   | 32   | 43   | 31   | 39   | 58   | 57   | 23   | 40   | 35   | 29    | 34   | 458  |
| Источник: weatheronline.co.uk (Lugansk) |      |      |      |      |      |      |      |      |      |      |       |      |      |

## Население
| Численность наличного населения Луганска | Численность наличного населения Луганска | Численность наличного населения Луганска | Численность наличного населения Луганска | Численность наличного населения Луганска | Численность наличного населения Луганска | Численность наличного населения Луганска | Численность наличного населения Луганска | Численность наличного населения Луганска | Численность наличного населения Луганска |
| 1897                                     | 1923                                     | 1926                                     | 1939                                     | 1943                                     | 1956                                     | 1959                                     | 1970                                     | 1979                                     | 1989                                     |
| ---------------------------------------- | ---------------------------------------- | ---------------------------------------- | ---------------------------------------- | ---------------------------------------- | ---------------------------------------- | ---------------------------------------- | ---------------------------------------- | ---------------------------------------- | ---------------------------------------- |
| 20 404                                   | ↗43 966                                  | ↗71 006                                  | ↗211 682                                 | 73 000                                   | ↗250 000                                 | ↗274 520                                 | ↗382 774                                 | ↗463 047                                 | ↗496 813                                 |
| 1992                                     | 1998                                     | 2001                                     | 2003                                     | 2004                                     | 2005                                     | 2006                                     | 2007                                     | 2008                                     | 2009                                     |
| ↗505 100                                 | ↘475 300                                 | ↘463 097                                 | ↘459 323                                 | ↘455 872                                 | ↘452 789                                 | ↘449 827                                 | ↘446 052                                 | ↘441 846                                 | ↘437 975                                 |
| 2010                                     | 2011                                     | 2012                                     | 2013                                     | 2014                                     | 2015                                     | 2016                                     | 2017                                     | 2018                                     | 2019                                     |
| ↘434 869                                 | ↘431 109                                 | ↘427 187                                 | ↘425 848                                 | ↘424 113                                 | ↘417 990                                 | ↘414 509                                 | ↘413 370                                 | ↘406 729                                 | ↘403 938                                 |
| 2020                                     | 2021                                     | 2022                                     |                                          |                                          |                                          |                                          |                                          |                                          |                                          |
| ↘401 297                                 | ↘399 559                                 | ↘397 677                                 |                                          |                                          |                                          |                                          |                                          |                                          |                                          |

Численность населения города на 1 января 2014 года составила 424 113 человек, в рамках горсовета — 463 287 человек с учётом города Счастье и 450 658 человек без учёта города Счастье; по состоянию на 1 января 2015 года — оценочно по данным Укрстата соответственно 417 990 человек в городе и 444 243 человек в горсовете без учёта города Счастье, переподчинённого властями Украины в Новоайдарский район (с учётом города Счастье — суммарно в прежних границах горсовета — 456 749 человек на 1 января 2015 года).

### Национальный состав
Национальный состав населения горсовета по данным переписи 2001 года:
| Национальность | Численность, чел. | Доля     |
| -------------- | ----------------- | -------- |
| Украинцы       | 249 486           | 49,97 %  |
| Русские        | 234 646           | 47,00 %  |
| Белорусы       | 3 289             | 0,66 %   |
| Армяне         | 2 137             | 0,43 %   |
| Евреи          | 1 735             | 0,35 %   |
| Другие         | 7 959             | 1,59 %   |
| Итого          | 499 252           | 100,00 % |

### Языковой состав

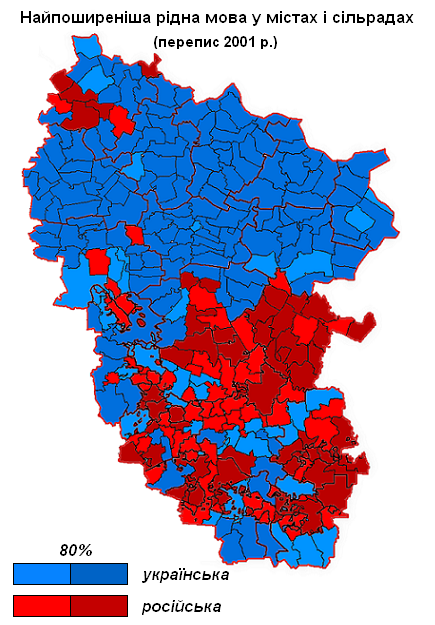
Самый распространённый родной язык в городах и сельсоветах Луганской области по переписи 2001 года. Луганск расположен в наиболее урбанизированной и русифицированной центральной части области

По данным переписи 1897 года, Луганск, входя в состав преимущественно украиноязычного Славяносербского уезда, был преимущественно русскоязычным городом:
| Язык                       | Численность, чел. | Доля     |
| -------------------------- | ----------------- | -------- |
| Русский («великорусский»)  | 13 907            | 68,16 %  |
| Украинский («малорусский») | 3 902             | 19,12 %  |
| Идиш («еврейский»)         | 1 449             | 7,10 %   |
| Белорусский                | 716               | 3,51 %   |
| Другие                     | 430               | 2,11 %   |
| Итого                      | 20 404            | 100,00 % |

По данным переписи 1926 года, украинский язык родным назвали 17,1 % населения города, русский — 75,7 %, еврейский — 4,7 %, другой — 2,5 %.
Родной язык населения по данным переписи 2001 года:
| Язык       | Численность, чел. | Доля     |
| ---------- | ----------------- | -------- |
| Украинский | 63 025            | 13,72 %  |
| Русский    | 391 938           | 85,33 %  |
| Другое     | 4 331             | 0,95 %   |
| Итого      | 459 294           | 100,00 % |

Преобладание русского языка в городе послужило причиной придания ему статуса регионального в 2012 году.
После захвата Луганска в 2014 году подконтрольной России ЛНР город подвергается русификации.

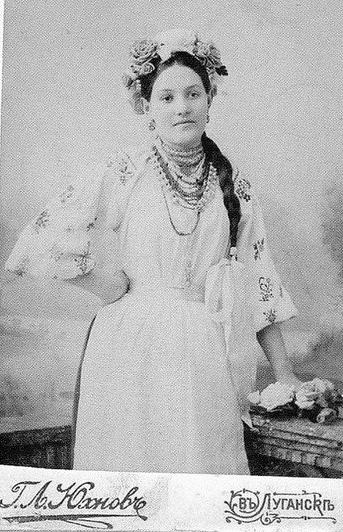
Фото девушки из Луганска в украинском национальном костюме (1904 год)
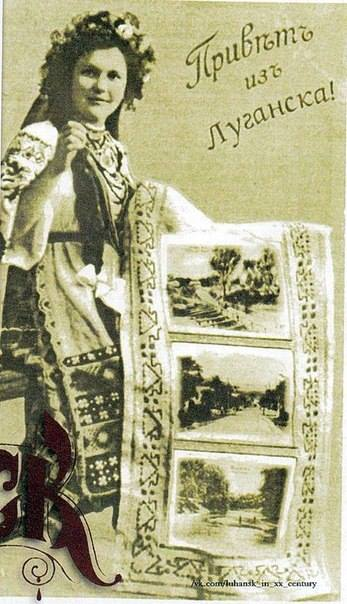
Фото девушки из Луганска в украинском национальном костюме (1904 год)

## Символы
Герб города Луганска состоит из золотого щита, расположенного на пересечении двух окрашенных в светло-серый цвет кирок, и обрамлённого красной лентой. Над щитом — изображение сложенной из серого кирпича короны-крепости. Поле щита имеет жёлтую окраску. В левом верхнем углу щита на квадрате синего цвета располагается личный вензель императрицы Екатерины II, окружённый девятью золотистыми звёздами. На поле щита изображены доменная печь (большая заводская труба тёмно-серого цвета и малая труба из чёрного кирпича с языками червлёного пламени над срезом обеих труб). Слева и справа от печи расположены два чёрных молотка.
Флаг города Луганска представляет собой синего цвета полотнище прямоугольной формы с соотношением сторон 2:3. В центре флага изображён герб города Луганска.

Герб 1903 года
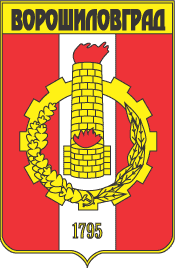
Советский герб
Современный герб (с 1992 года)

## Административное деление

Административно состоит из 4 районов:
1.  Жовтневый (с укр. — «Октябрьский») — 196 943 чел.
В состав района входят посёлки — Большая Вергунка, Малая Вергунка, Красный Яр и Весёленькое, благодаря чему это самый большой по территории городской район на Украине. В советское время эти посёлки входили в состав Ватутинского района, который в 1960-х годах влился в состав Жовтневого. До 7 октября 2014 года в состав района входил город-спутник Счастье.
2.  Артёмовский — 156 383 чел.
В состав района входят город-спутник Александровск и посёлки Юбилейный, Екатериновка и Дзержинское, Тепличное.
3.  Ленинский — 79 432 чел.
4.  Каменнобродский район — 38 339 чел.
Кроме того с 2014 года функционируют 3 территориальных управления- 1 Юбилейный; 2 Александровск; 3 Бурчак-Михайловка, Николаевка, Пионерское, Лобачёво
Действуют 49 комитетов самоорганизации населения.

## Политическая система
Город управляется городским советом (укр. міська рада). В районах управление осуществляется районными советами. Управление городами Александровск и Счастье осуществляется их городскими советами. Управление посёлком Юбилейным осуществляется его поселковым советом.
Члены советов избираются на основе всеобщих прямых выборов избирателями соответствующих административных единиц раз в 5 лет (после изменения закона о выборах в 2006 году; в последнее воскресенье марта).
Советы имеют свои исполнительные комитеты.
Главой города Луганска является Луганский городской голова. Главами городов Александровск и Счастье являются их городские головы. Главой посёлка Юбилейного является поселковый голова. Головы избираются одновременно с выборами в советы.
Главой города Луганска со 2 декабря 2014 является Манолис Пилавов. Главой города Александровск до 2014 был Николай Александрович Греков (Партия регионов), затем «народный мэр» Николай Фёдорович Стрельцов. Главой города Счастье до 2014 был Вадим Леонидович Живлюк (КПУ). Главой посёлка Юбилейный до 2012 был Владимир Алексеевич Струк (Партия регионов), затем — Елена Васильевна Логачева.
В Луганске также размещаются органы управления ЛНР.

### Градоначальники-главы города
- Холодилин Николай Петрович (1883—1891; в 1878 — городовой староста Луганского завода)
- Вербовский Владимир Иванович (1891—1902)
- Лутовинов Стефан Климентьевич (1902 — январь 1908)
- Грязев Николай Александрович (март 1908 — май 1909)
- Николаев Иван Иванович (май 1909 — апрель 1912)
- Сидоров Феодул Петрович (май — июнь 1912)
- Лутовинов Стефан Климентьевич (июль 1912—1914)
- Холодилин Иван Иванович (май 1914—1915)
- Васнев Николай Сергеевич (май 1915—1917)
- Нестеров, Антон Яковлевич (июнь — август 1917, председатель Общественного комитета)
- Червяков Александр Иванович (август 1917 — …)
- Ворошилов Климент Ефремович (август 1917 — председатель Городской думы)
- Любомудров Фёдор Васильевич (лето 1919)
- Даниловский (лето — декабрь 1919)
- Данилов, Алексей Мячеславович (май — сентябрь 1997)
- Парапанов, Анатолий Иванович (и. о. 1997—1998)
- Ягоферов, Анатолий Николаевич (1998—2002)
- Пристюк, Владимир Николаевич (и. о. с мая 2001 по март 2002 года)
- Бурлаченко, Евгений Дмитриевич (2002—2006)
- Кравченко Сергей Иванович (2006—2014)[70]

Председатели Городского совета
- Григорий Михайлович Римский-Корсаков (Ларин) 8 марта — апрель 1917[71]
- Вайль, Михаил Абрамович апрель — май 1917
- Нагих, Иван Николаевич май — июнь 1917
- Нестеров, Антон Яковлевич июнь 1917
- Макаров Александр Васильевич июнь — сентябрь 1917
- Ворошилов, Климент Ефремович сентябрь — октябрь 1917
- Воронин, Филипп Устинович ноябрь 1917 — март 1918
- Ляпин, Зиновий Фёдорович март — апрель 1918
- Попов Семён Павлович июль 1918 — март 1919 (председатель Ревкома)
- Мышков, Николай Гордеевич март-май 1919[71]
- Николаенко, Иван Игнатьевич 15—30 мая 1919 (председатель Ревкома)[72]
- Вершин Иван Дормидонтович май — июнь 1920, с марта 1923
- Кутузов декабрь 1920 — январь 1921
- Жуков Иван Степанович март-апрель 1921
- Алексеев, Иван Ильич октябрь 1925 — март 1926
- Третьяков Николай Григорьевич. апрель 1926 — октябрь 1927
- Голяпин Иван Семёнович с 1 декабря 1927
- Довбыш, Александр Фёдорович январь 1930 — сентябрь 1931
- 20 февраля 1931 года Ворошилов, Климент Ефремович был избран почётным председателем Горсовета[73]
- Карпенко Пётр Ефимович. С сентября 1931 по сентябрь 1932 года.
- Полянский Николай Фёдорович. октябрь 1932 — февраль 1933.
- Левандовский, Станислав Мартынович 20 февраля — 5 октября 1933
- Волевач Константин Емельянович. 5 октября 1933 — август 1934[74]
- Гудков, Прокофий Андреевич август 1934 — август 1937[75]
- Пузанов Павел Ильич октябрь 1937 (врио)

Председатели Горисполкома
- Богиня, Пётр Иванович 11 октября 1937[76] — июнь 1938
- Андрей Иосифович Новиков с 23 июля по август 1938 года
- Кирилл Николаевич Симанков. август 1938 — лето 1939
- Зверев, Пётр Яковлевич ноябрь 1939 — июль 1942, март 1943 — 20 февраля 1944[75]
- Стеценко, Степан Емельянович февраль — март 1943 (и. о.)
- Гриб, Александр Андреевич с 20 февраля 1944 по июнь 1946 (и. о.)
- В.Желтецкий. июнь-июль 1946 (врио)
- Воробьёв, Павел Федотович с 16 августа 1946 (и. о.)
- Ененко, Фёдор Владимирович 1 августа — декабрь 1947 (и. о.)
- Хачко, Филипп Сергеевич с 9 января 1948 по декабрь 1950
- Стрепетов, Константин Иванович 27 декабря 1950 — 12 июля 1960
- Лехциев, Илья Георгиевич 12 июля 1960 — 9 января 1965
- Петров, Георгий Семёнович 9 января 1965—1985
- Петров, Юрий Павлович март 1985 — январь 1987
- Пантюхин, Владимир Александрович январь 1987—1994
- Данилов, Алексей Мячеславович июль 1994—1997 (председатель Горсовета)

Главы администраций
- Пилавов, Манолис Васильевич (2 декабря 2014 — 8 ноября 2023)[77]
- Пащенко, Яна Валерьевна (с 8 ноября 2023)

## Экономика
Объём реализованной продукции добывающей и перерабатывающей промышленности: 6,1 млрд грн. (2010).
Структура реализованной промышленной продукции по видам (%):
- Машиностроение — 37
- Металлургия и производство готовых изделий из металла — 29
- Производство пищевых продуктов — 19
- Добывающая промышленность — 4

### Тяжёлая промышленность
Машиностроительные заводы

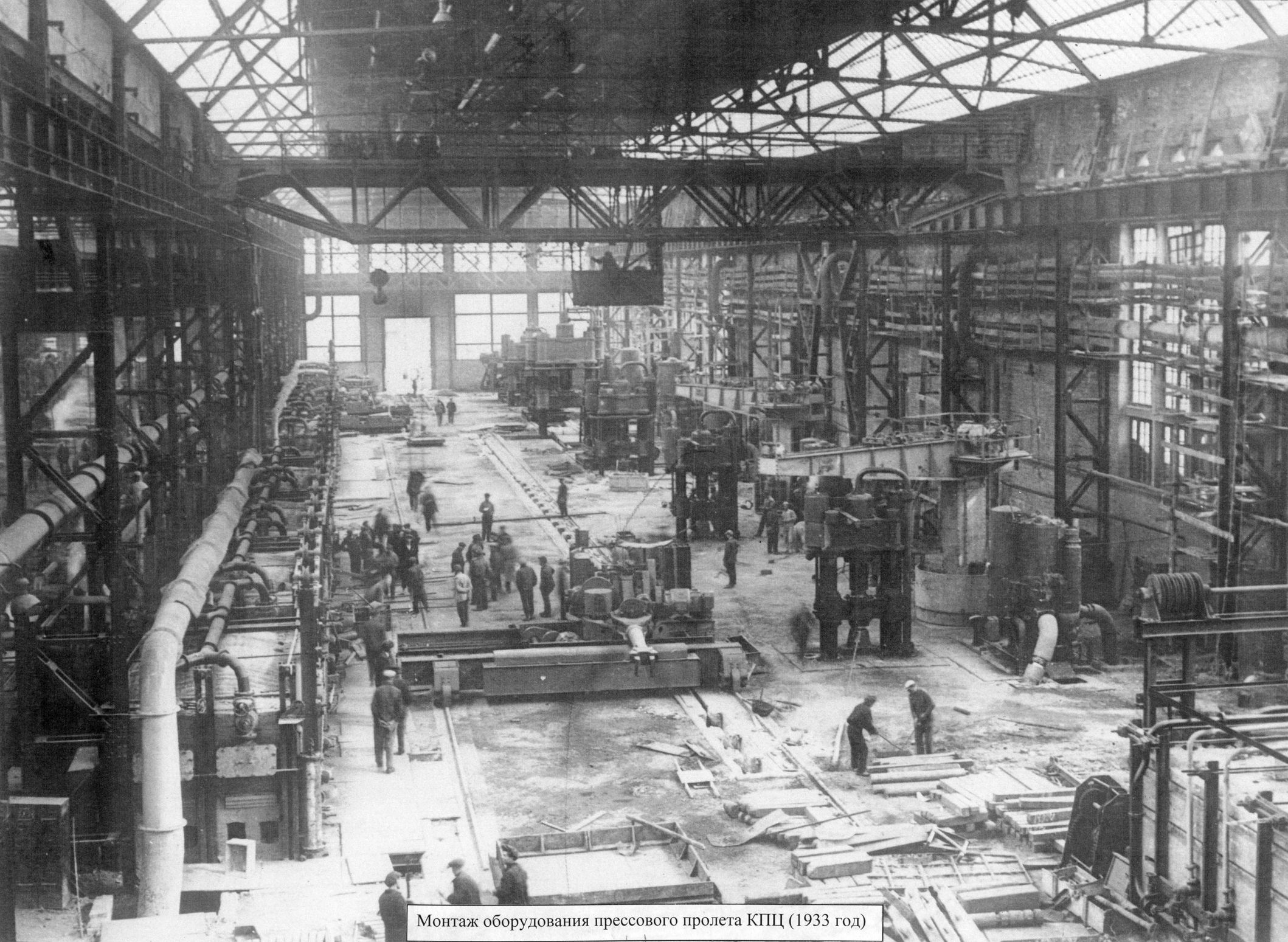
Монтаж оборудования прессового пролёта кузнечно-прессового цеха. 1933 год. Ныне Лугцентрокуз

- ПО «Луганский тепловозостроительный завод» (сейчас ПАО «Лугансктепловоз»)
- Луганский авиационно-ремонтный завод
- ПрАТ «Лугцентрокуз» имени С. С. Монятовского
- Луганский машиностроительный завод имени А. Я. Пархоменко — переезжает в Чебоксары[78]

- Завод горноспасательной техники «Горизонт»
- Луганский автосборочный завод
- Станкостроительный им. Ленина
- АП «Луганский завод коленчатых валов»
- Луганский литейно-механический завод (ЛМЗ)
- ЧАО «Автомотозапчасть» (завод автоклапанов)
- ПАО «Луганский электроаппаратный завод»
- Луганский ремонтно-механический завод
- ОАО «Луганскгормаш»

Металлургические заводы
- ПАО «Луганский трубный завод»
- Луганский завод трубопроводной арматуры, ЧАО (ТМ Маршал)
- ПАО «Сталь»

Другие заводы
- АОЗТ «Взлёт»
- «Динамо»
- «Углеприбор»
- «Донец»
- «Европетрол»
- Щелочных аккумуляторов (УкрБат)
- «Луганский химико-фармацевтический завод»
- ООО «НПФ „Аэромех“» (сепараторы для очистки и калибровки зерна)
- ЧАО «Луганский патронный завод»
- ООО «Луганский ликёро-водочный завод „Луга-Нова“»

### Лёгкая промышленность
- Молокоперерабатывающее предприятие ООО МТК (бывший Гормолокозавод № 2)
- Трикотажные (ЛУТРИ)
- Обувные предприятия
- Швейные предприятия
- Деревообрабатывающая, химико-фармацевтическая, пищевкусовая промышленность
- Производство стройматериалов и художественных металлоконструкций

### Угледобывающая промышленность
- Административные угледобывающие и углеобогащающие предприятия ГОАО ГОФ «Луганская» — ГП «Луганскуголь»

Пищевая промышленность
Луганский пивоваренный завод

### Транспорт
- Городской электротранспорт:
  - троллейбус (открыт в 1962 году). 31 октября 2010 года введена в строй троллейбусная линия к юго-западным кварталам. После 2014 года троллейбусная сеть постепенно сокращалась. Летом 2022 года троллейбусное движение прекратилось.
  - До 2014 года ходил по 9 маршрутам трамвай, но в результате повреждения линий он был остановлен. Попытка запустить его в 2015 году завершилась неудачей ввиду нехватки электроэнергии. В октябре 2020 года начался демонтаж рельсов (улица Артема).
  - 11 июля 2025 года прошёл тестовый запуск 2-ух электробусов, переданных Москвой. Москва передала их вместе с зарядной станцией по соглашению о сотрудничестве между городами. В следующем году в город поступит ещё 10 машин КАМАЗ-6282 . После испытания, электробусы вышли на маршрут 155 наряду с автобусами.
- Железнодорожная станция Луганск

- До 2014 года действовал международный аэропорт «Луганск» (разрушен в ходе военных действий). В городе базировалась авиакомпания «Луганские авиалинии» (до 2010 г.).
- Основную часть перевозок в городе осуществляют маршрутные такси. До 2014 года в Луганске насчитывалось 1100 единиц маршрутного такси. После 2014 года не было приобретено ни одной новой машины маршрутного такси и по состоянию на 2019 год их количество составило 475 единиц[79].

## Культура
- Луганский областной дворец культуры
- Стадион Авангард
- Луганская областная универсальная научная библиотека им. М. Горького
- Луганский государственный цирк

Музеи, выставки
- Авиационно-технический музей
- Луганский областной художественный музей
- Луганский областной краеведческий музей
- Художественная галерея (Выставочный зал союза художников)
- Музей истории и культуры города Луганска (ранее — музей К. Е. Ворошилова)
- Литературный музей Владимира Даля
- Музей-квартира Владислава Титова
- Пожарно-технический центр, выставка, музей
- Музей Луганского станкостроительного завода

Театры

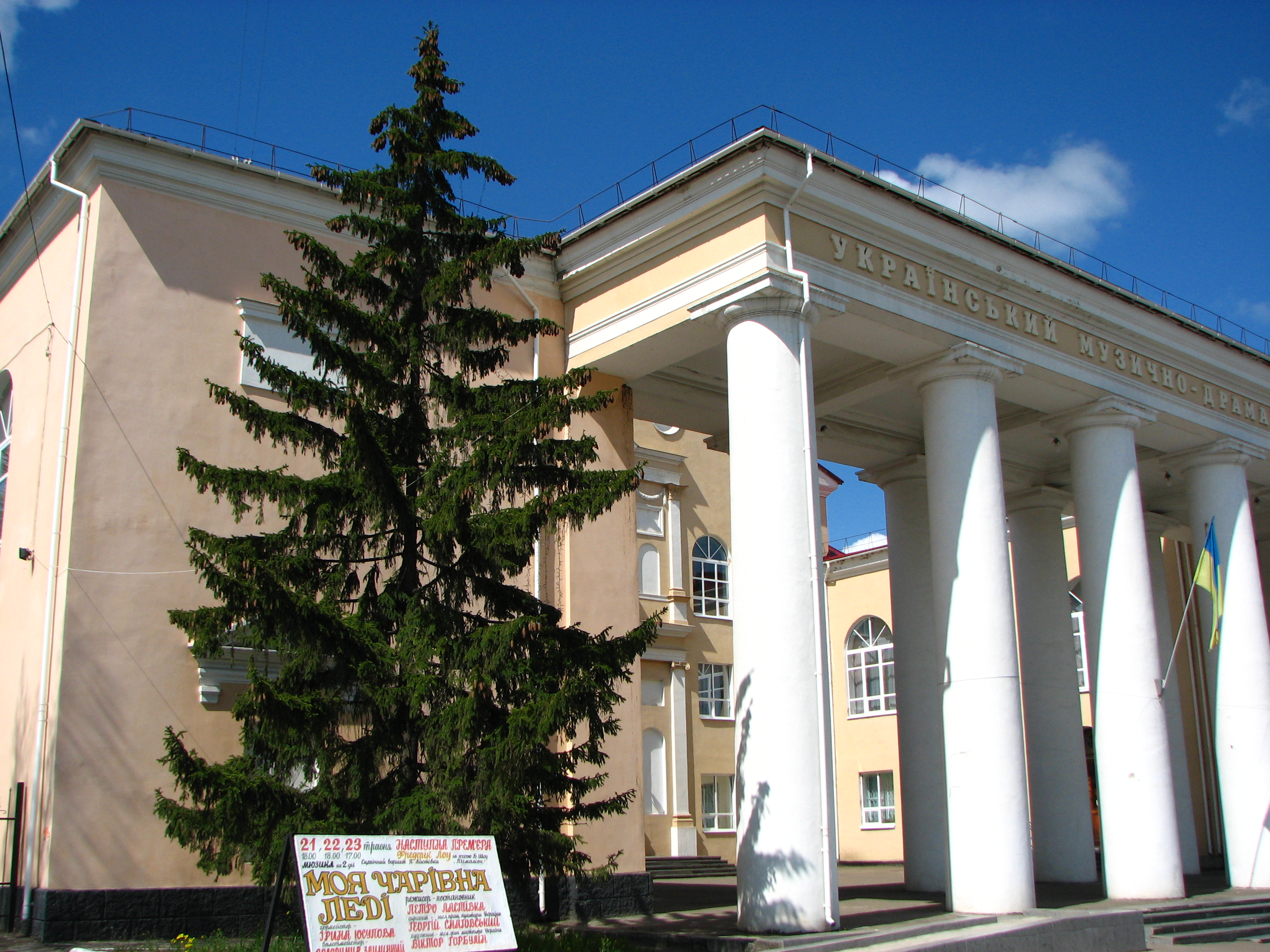
Украинский драматический театр

- Луганский областной академический русский драматический театр имени П. Б. Луспекаева
- Луганский областной академический украинский музыкально-драматический театр
- Луганский областной академический театр кукол

- Театр эстрады

Музыка
- Луганская областная филармония

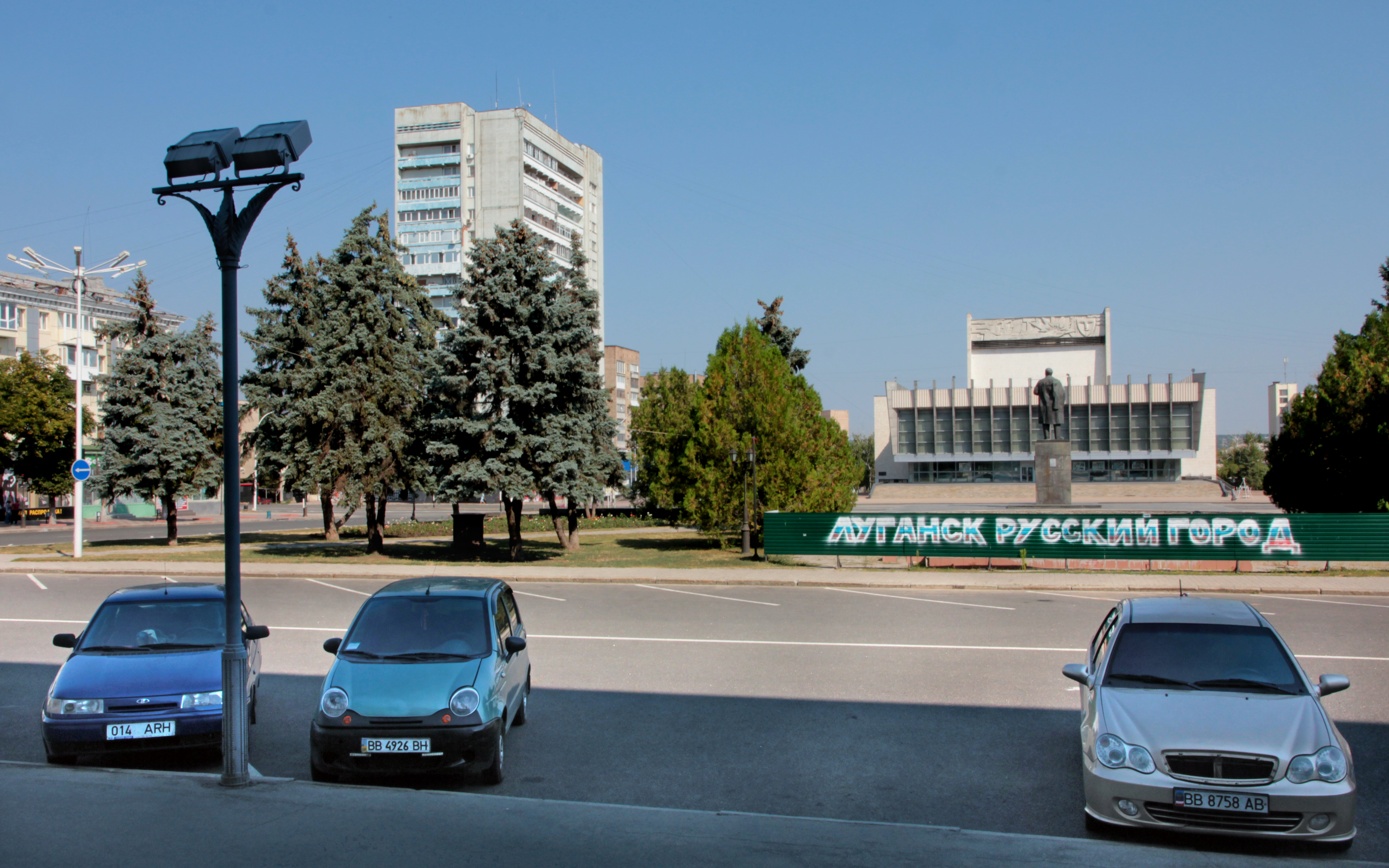
Луганский русский драматический театр 9 августа 2015

- Луганский академический симфонический оркестр
- Творческий центр «Красная площадь, 7»
- Луганский областной рок-клуб
- Луганская областная филармония
- Дворец культуры им. Ленина
- Луганский областной Дворец культуры

Кинотеатры
- «Русь» (бывшая «Украина») (три кинозала)
- «Мир» (три кинозала)
- «Луч» (один кинозал)
- «Оскар» (бывший «Космос») (один кинозал)
- «Парус» (один кинозал)

Памятники архитектуры
- Петропавловский собор
- Гостиница «Украина» (1947—1952) — архитектор И. Ю. Каракис.
- Здания по ул. Ленина и ул. Карла Маркса (XIX в.)

Достопримечательности

## Спорт и охрана здоровья

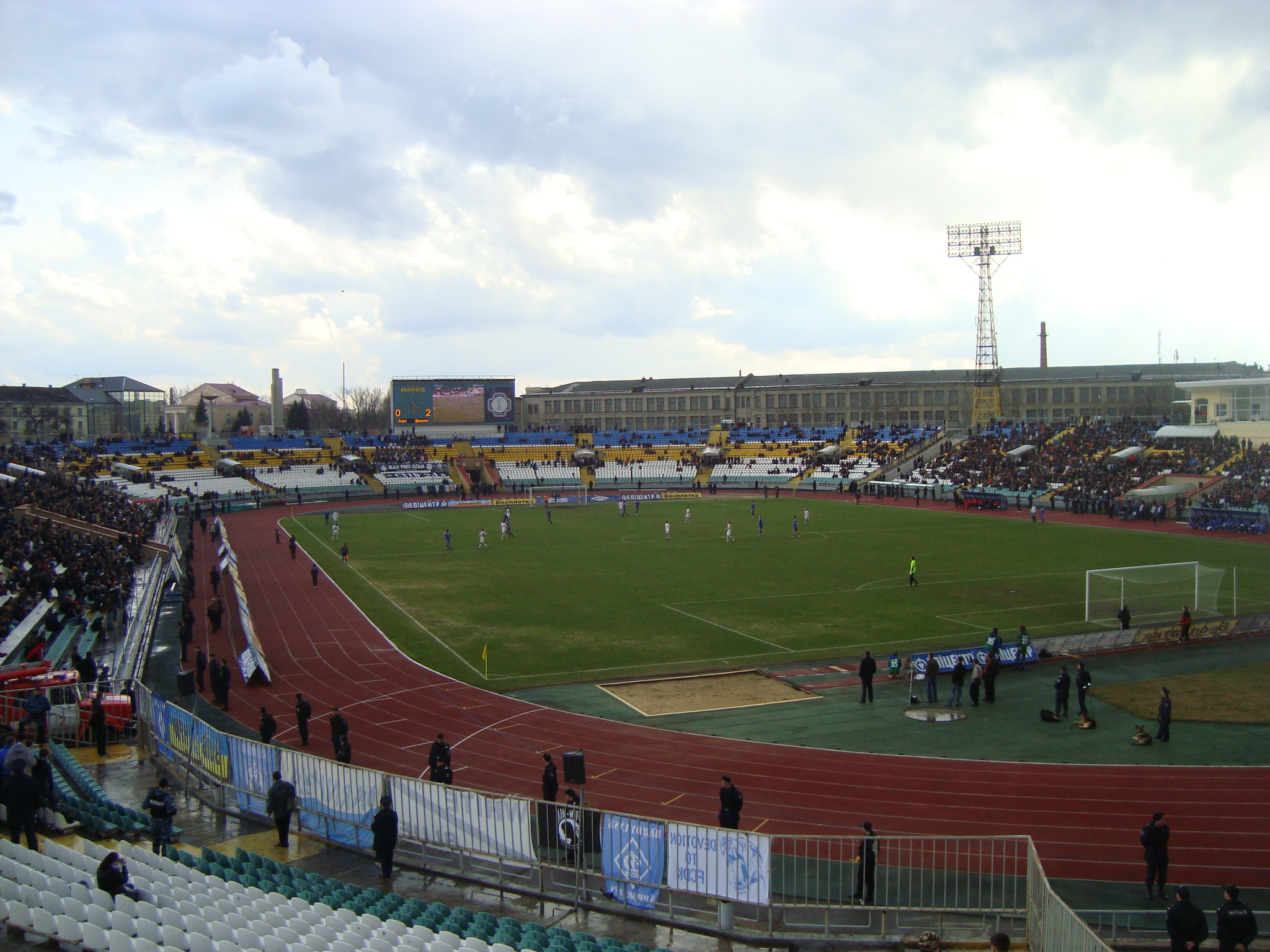
Стадион «Авангард»

- 6 стадионов (самый известный — «Авангард») и спорткомплексов,
- 127 спортзалов,
- бассейны (самый известный — «Юность»),
- два ледовых катка: «Пингвин» и «Полюс»,
- ипподром
- В 2012 году был открыт современный дворец спорта ЛТК-Арена вместимостью 2500 человек.
- В 2013 году открыта Ледовая арена по программе «Хоккей Украины».

На стадионе «Авангард» до весны 2014 г. играла футбольная команда «Заря», бывшая в 1972 году чемпионом СССР.
Существовал баскетбольный клуб «Спартак», который становился чемпионом 1 лиги СССР и финалистом Кубка СССР в 1989 году.
Медицинскую помощь населению города предоставляет 41 медицинское учреждение, в том числе 35 лечебно-профилактических.

### Парки и скверы
- Парк 1 Мая
- Зоопарк (бывший зооуголок в Парке 1 Мая)
- Парк имени Горького
- Сквер Молодой гвардии (сквер имени ВЛКСМ)
- Сквер памяти
- Парк-музей каменных баб
- Сквер имени Героев Великой Отечественной войны
- Сквер Славы героев гражданской войны

## ВУЗы

Луганский национальный университет имени Тараса Шевченко

В городе насчитывается более десятка высших учебных заведений, из них крупнейшими являются:
- Восточноукраинский национальный университет имени Владимира Даля (с 2014 года в эвакуации в Северодонецке Луганской области), по версии ЛНР продолжает работать в Луганске как Луганский государственный университет имени Даля.
- Луганский национальный университет имени Тараса Шевченко (с 2014 года в эвакуации в Старобельске Луганской области), по версии ЛНР продолжает работать в Луганске как Луганский государственный педагогический университет.
- Луганский национальный аграрный университет (с 2014 года в эвакуации в Харькове). По версии ЛНР продолжает работать в Луганске.
- Луганский государственный медицинский университет (с 2014 года в эвакуации в Рубежном Луганской области), по версии ЛНР продолжает работать в Луганске как Луганский государственный медицинский институт имени Святителя Луки.
- Луганский государственный университет внутренних дел имени Э. А. Дидоренко (с 2014 года в эвакуации в Северодонецке), по версии ЛНР продолжает работать в Луганске как Луганская академия внутренних дел имени Э. А. Дидоренко
- Луганский институт Межрегиональной академии управления персоналом
- Луганский филиал Киевского института бизнеса и технологий
- Луганский государственный институт жилищно-коммунального хозяйства и строительства
- Научно-исследовательский институт социально-трудовых отношений

## Города-побратимы
Луганск имеет следующие города-побратимы:
- Белгород, Россия
- Вансбро[вд], Швеция
- Воронеж, Россия (24 января 2014)[80]
- Дацин, Китай (27 сентября 2000)[81][82]
- Кардифф, Великобритания (1959)[81][83]
- Люблин, Польша (14 марта 1996)[84][85][…]
- Москва, Россия
- Нижний Тагил, Россия (17 мая 2022)[86][87]
- Перник, Болгария
- Ростов-на-Дону, Россия[88]
- Сантус, Бразилия
- Секешфехервар, Венгрия (1978)[81][89]
- Сент-Этьен, Франция (1959)[90][91][…]

## Галерея

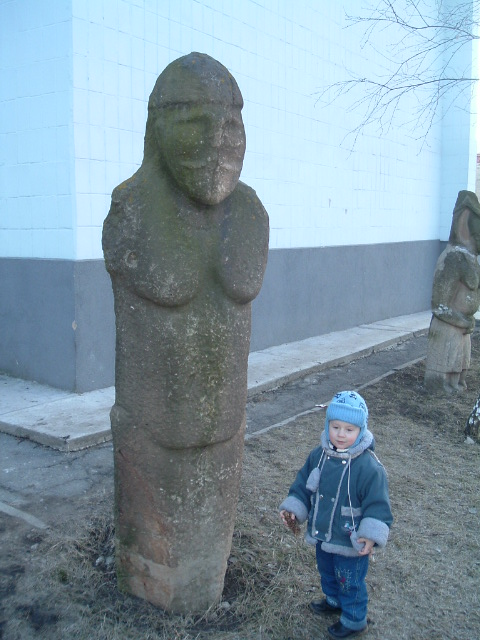
Половецкая Каменная баба
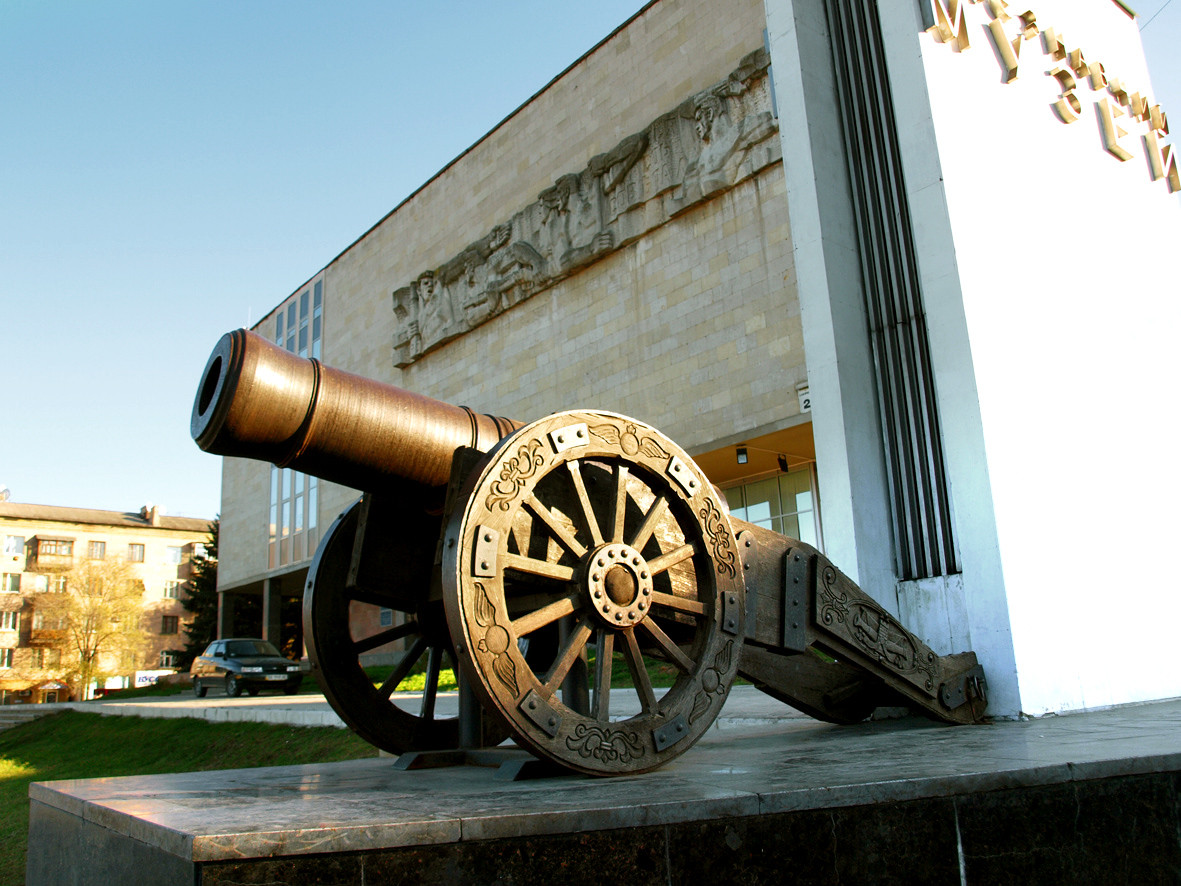
Пушка «Единорог» 1814 года выпуска возле краеведческого музея
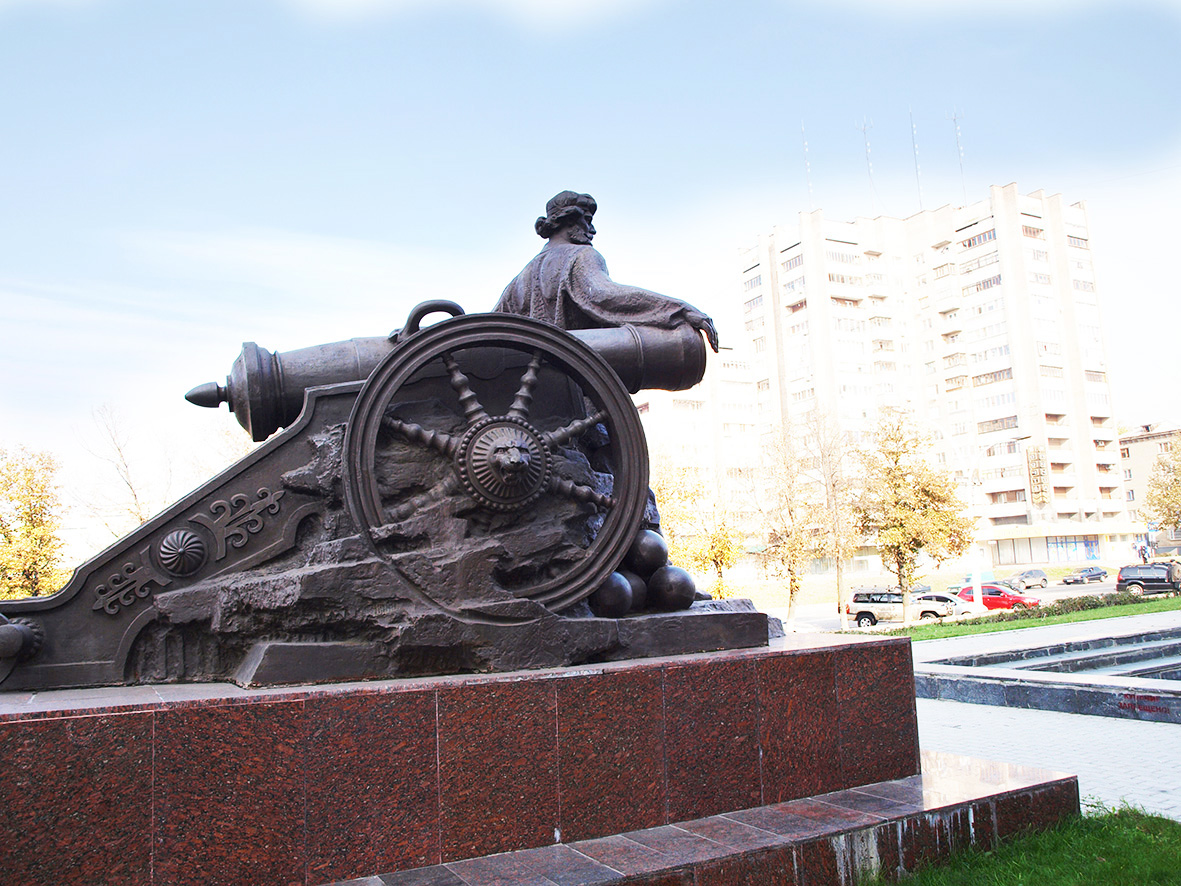
Памятник литейщику
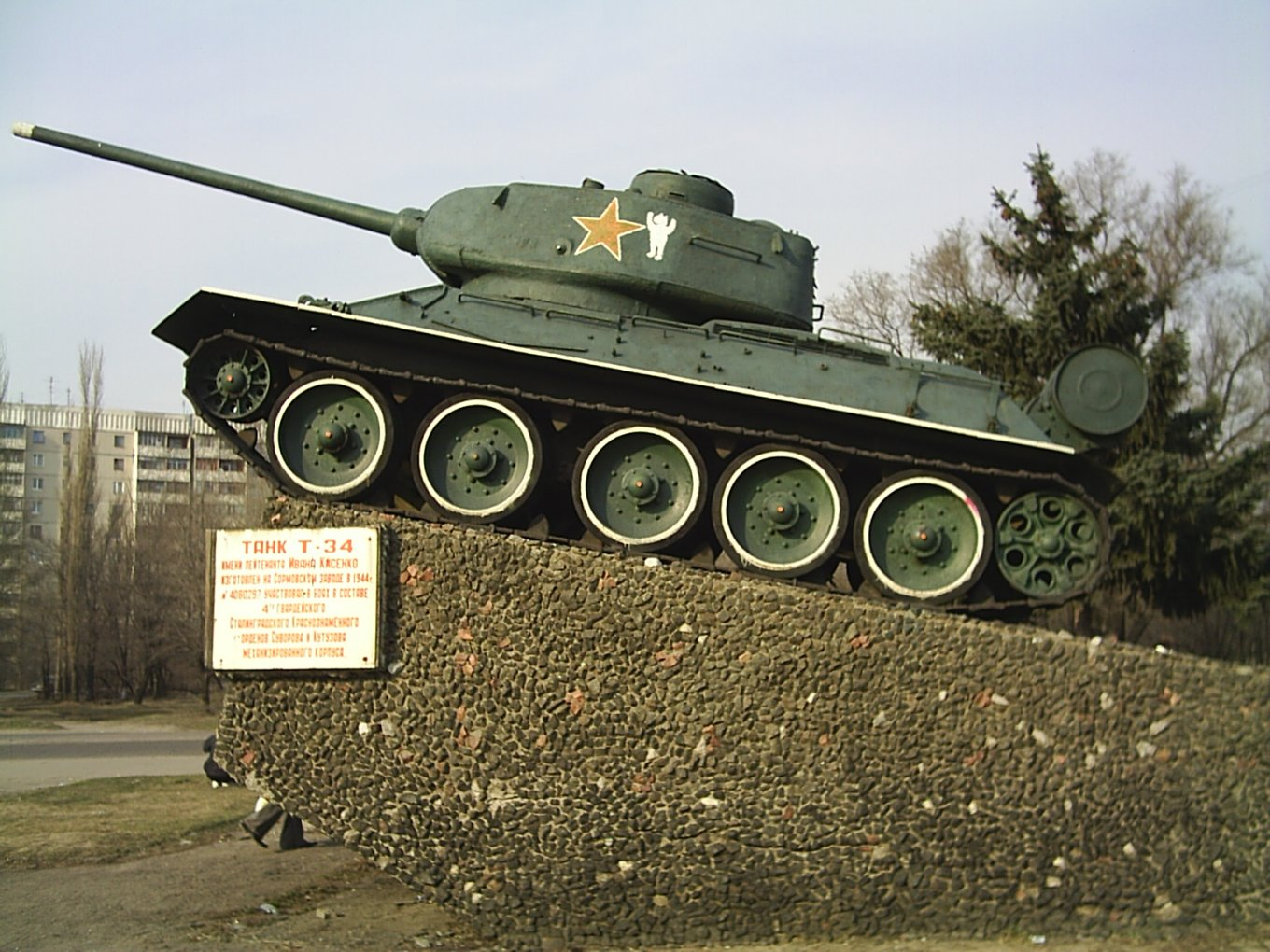
Т-34, Острая Могила
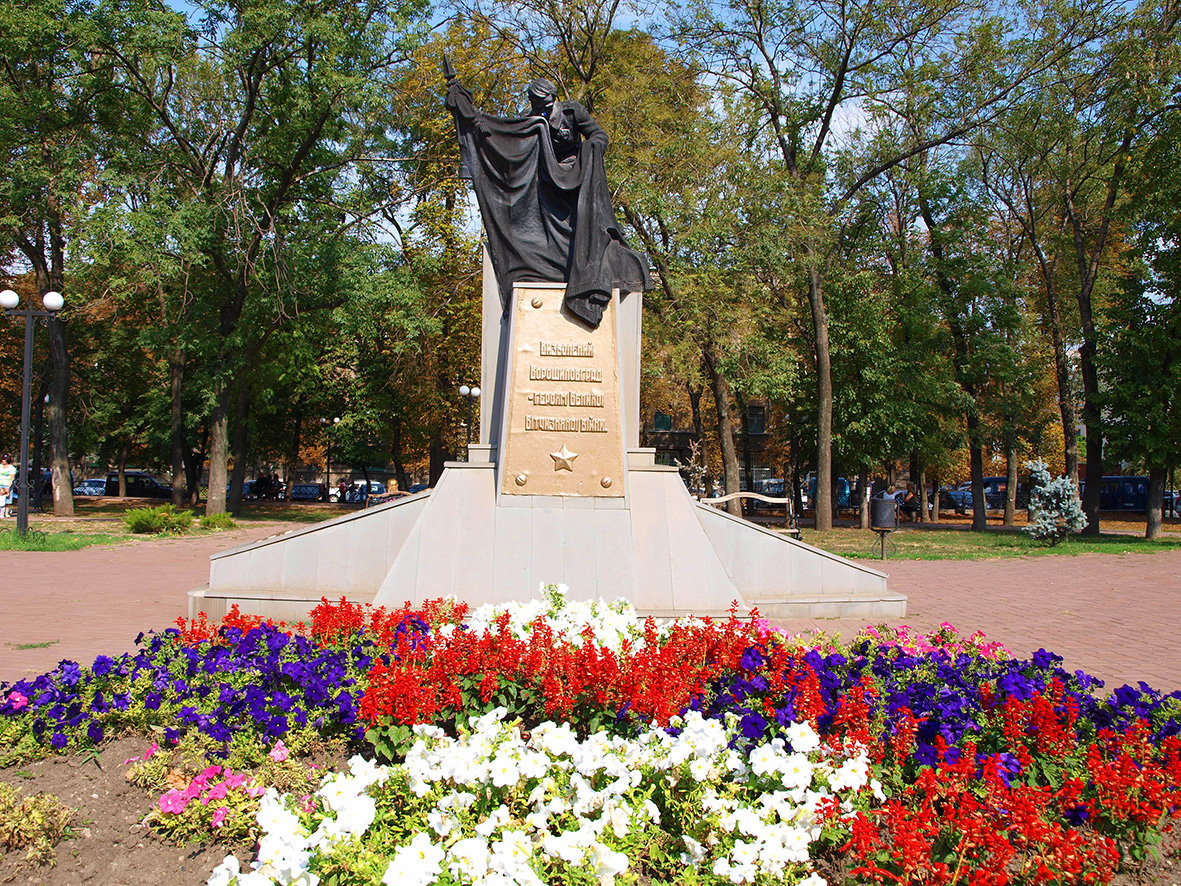
Памятник освободителям Луганска
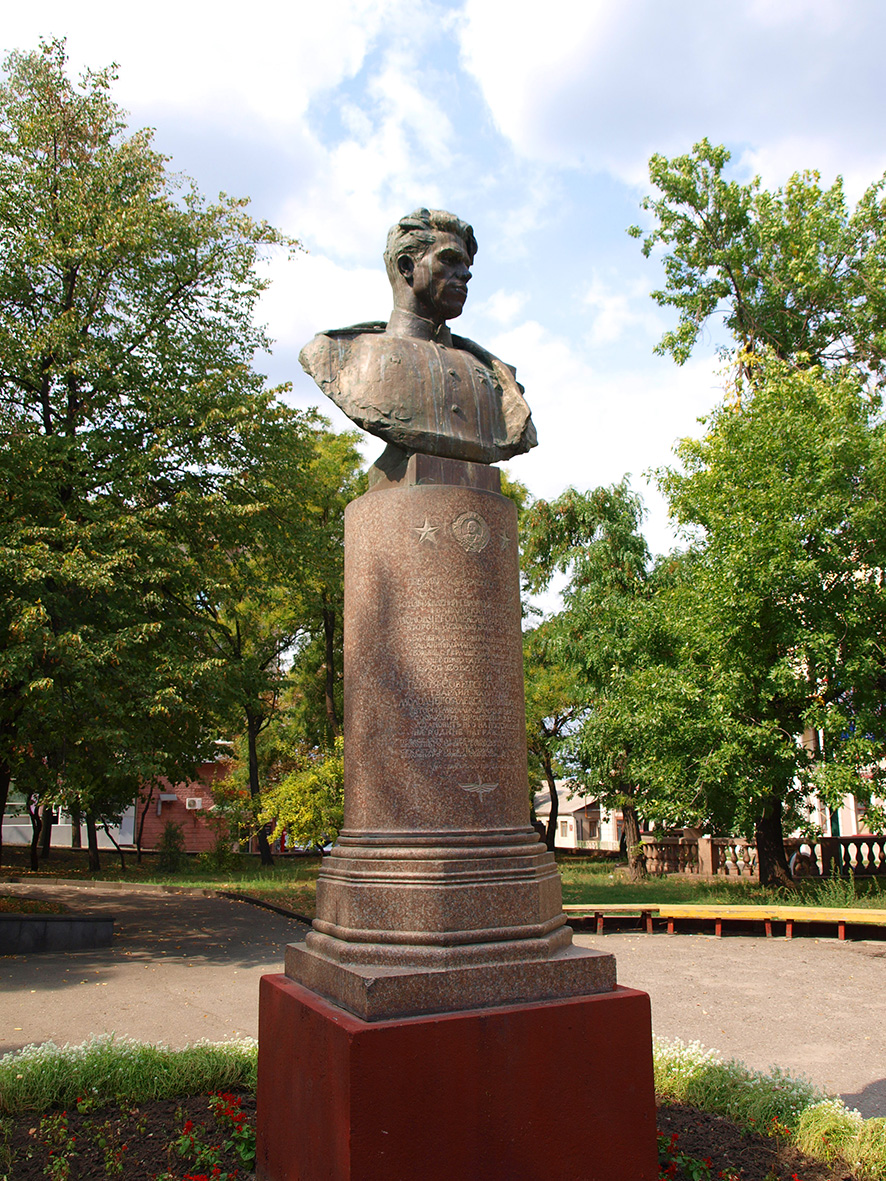
Бюст дважды Героя Советского Союза А. И. Молодчего
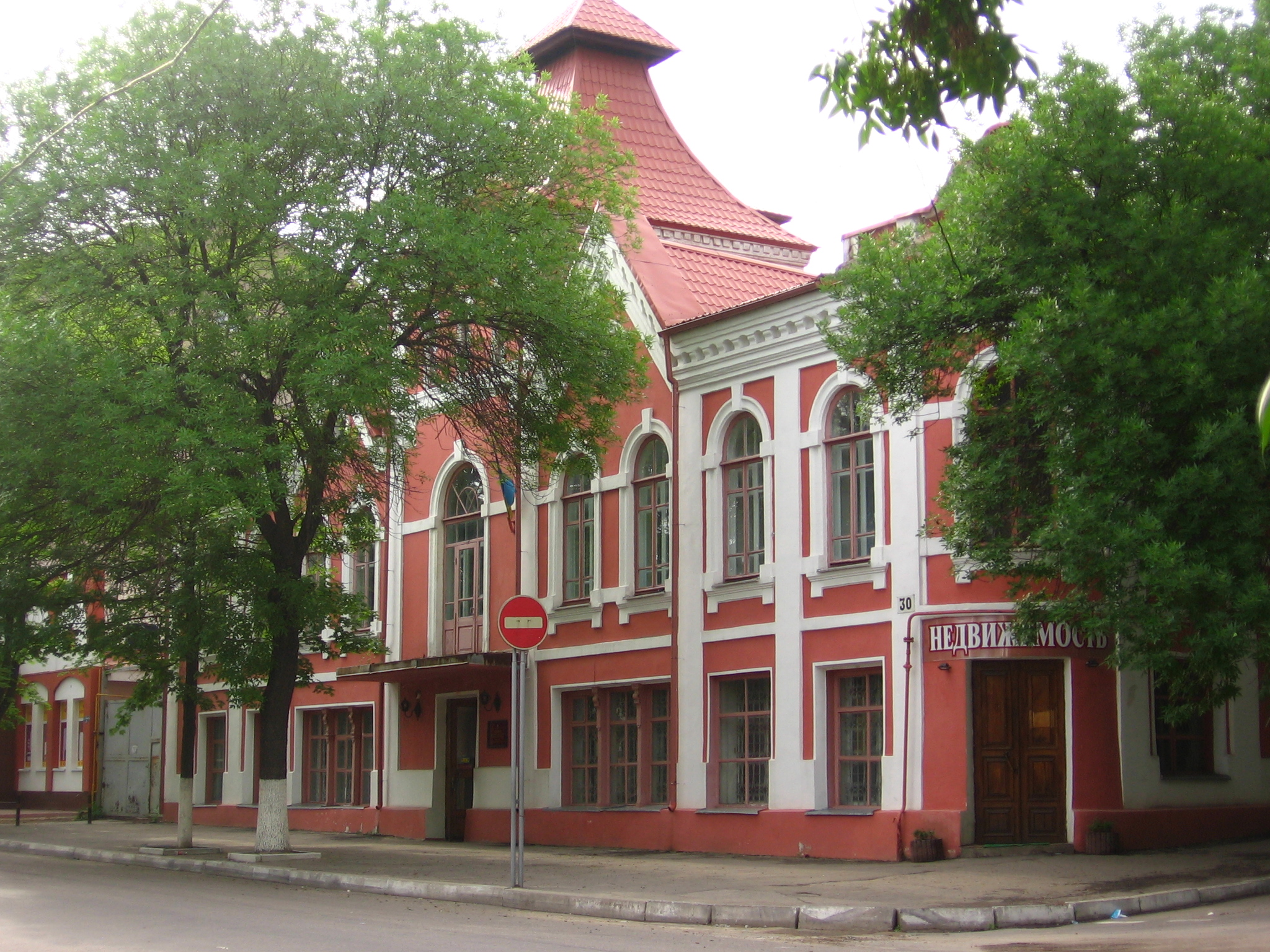
Музей истории Луганска
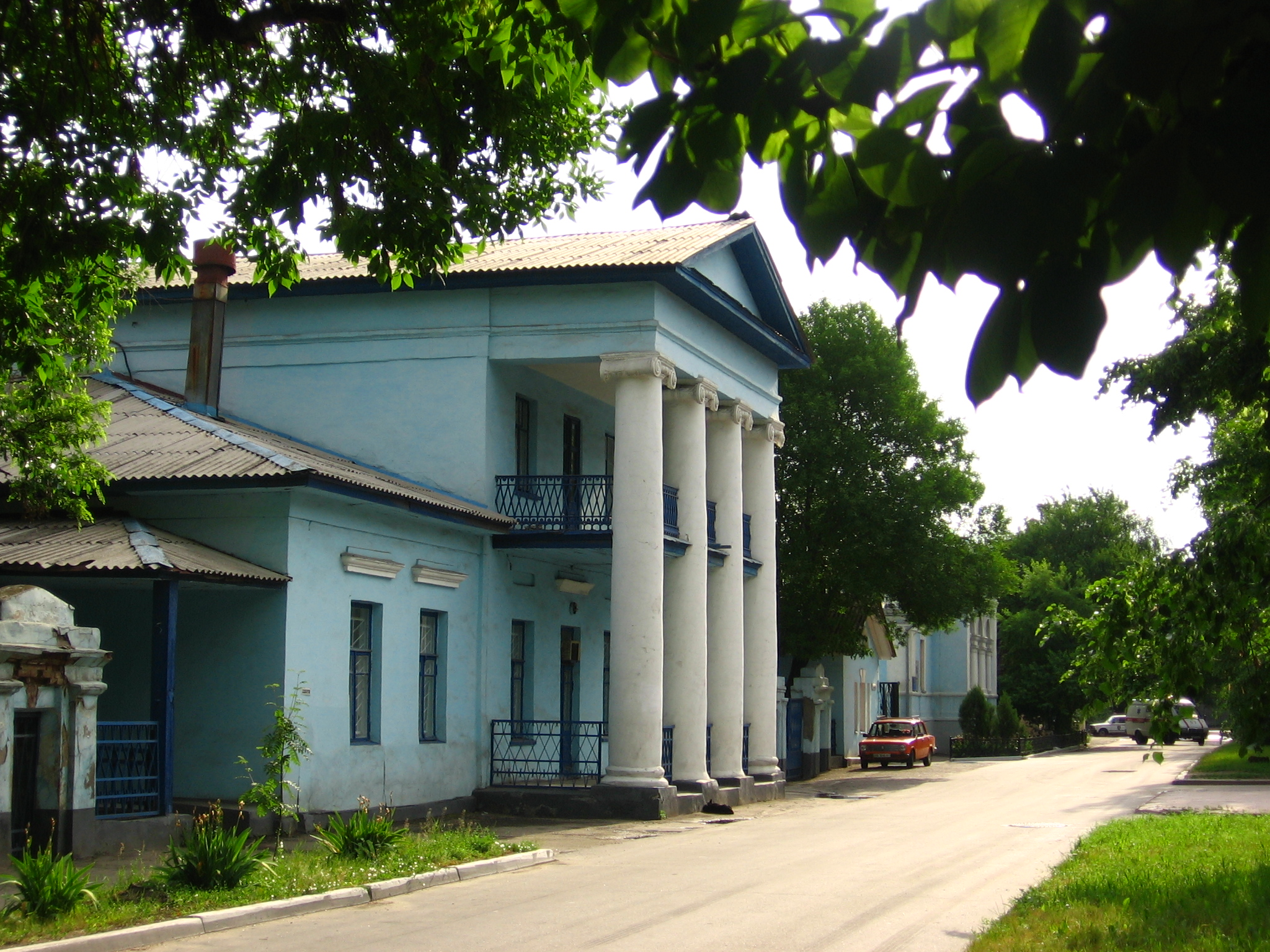
Водолечебница
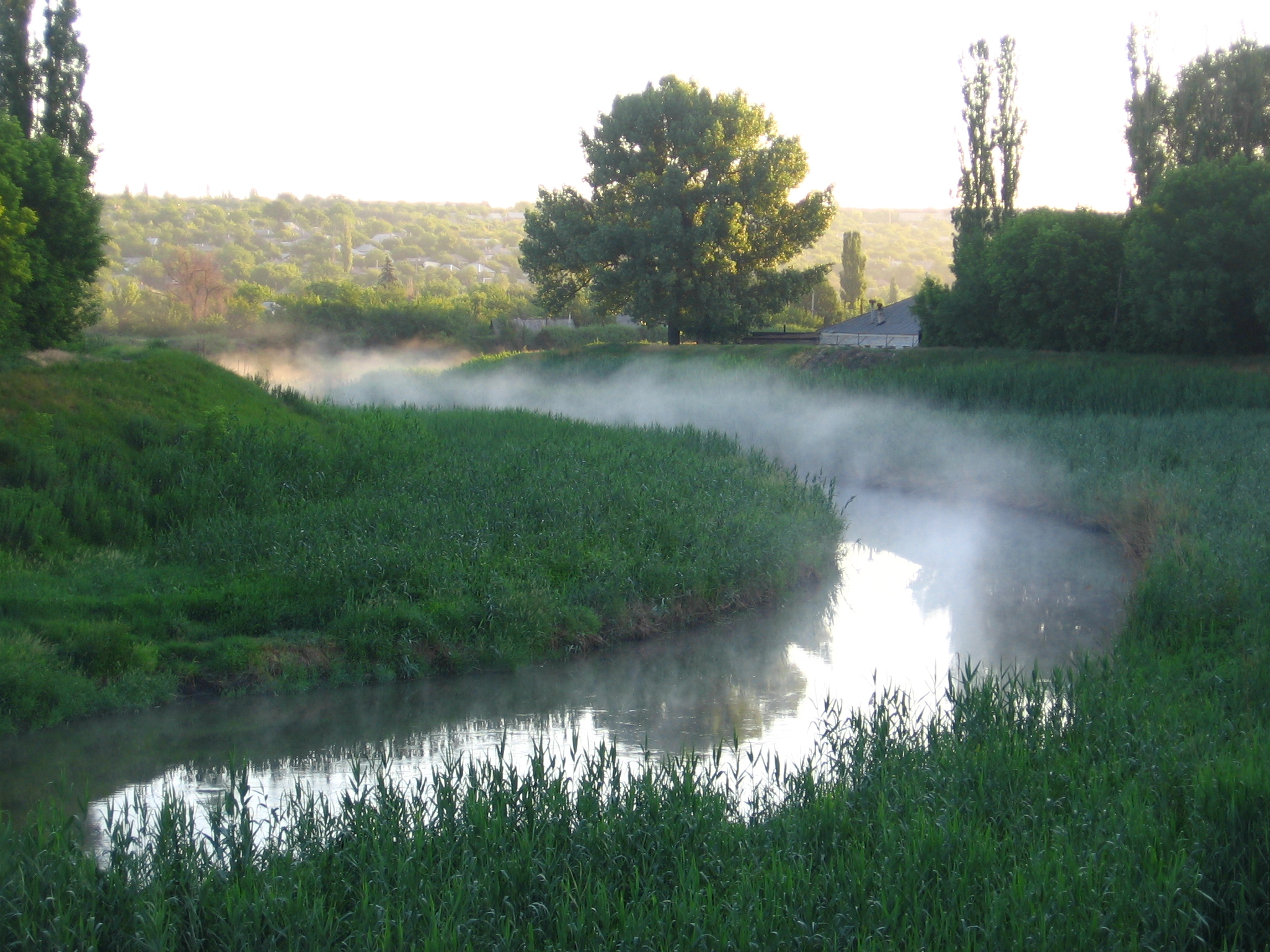
Река Лугань

## Храмы

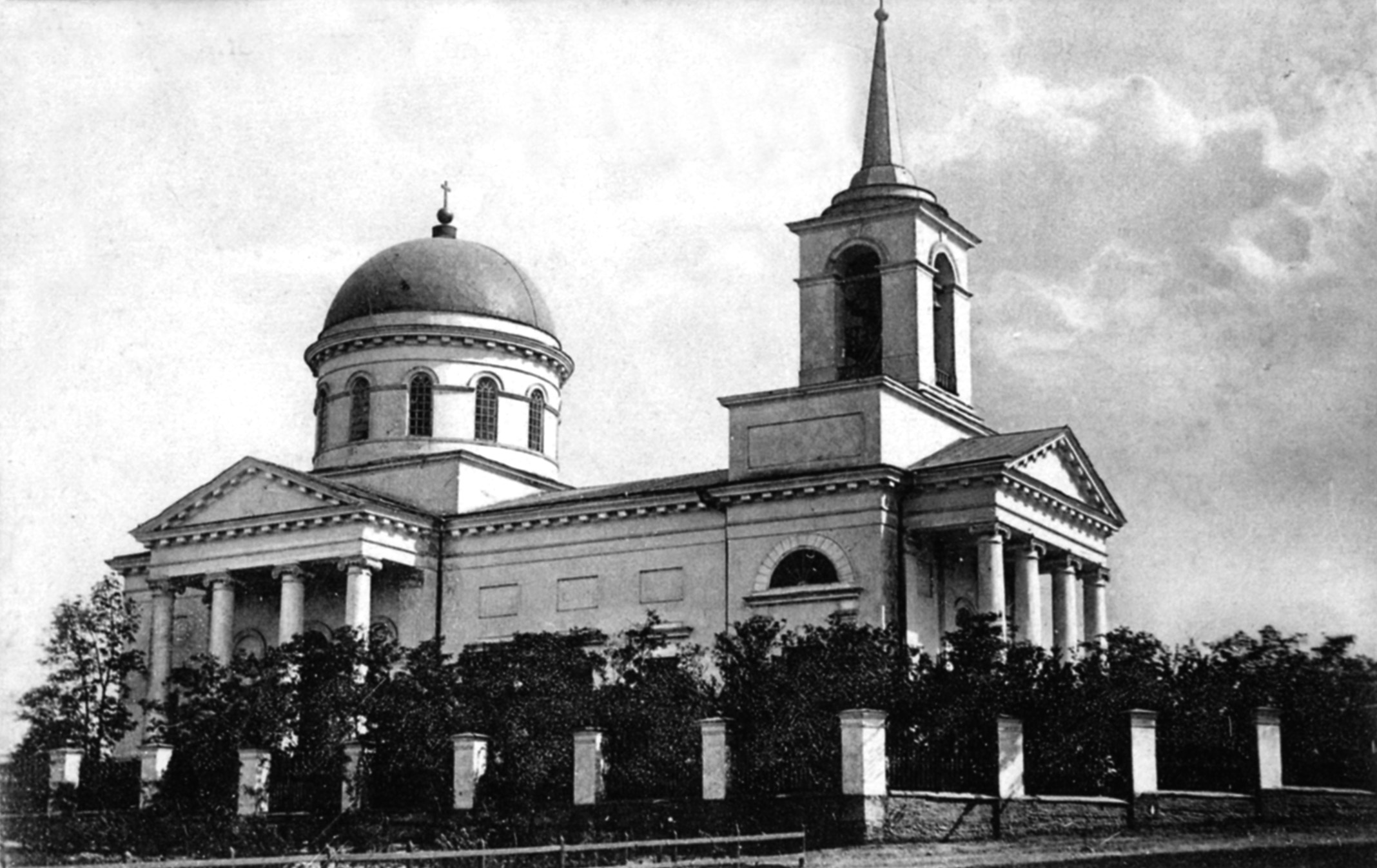
Свято-Николаевский храм, разрушенный большевиками в 1930-е годы
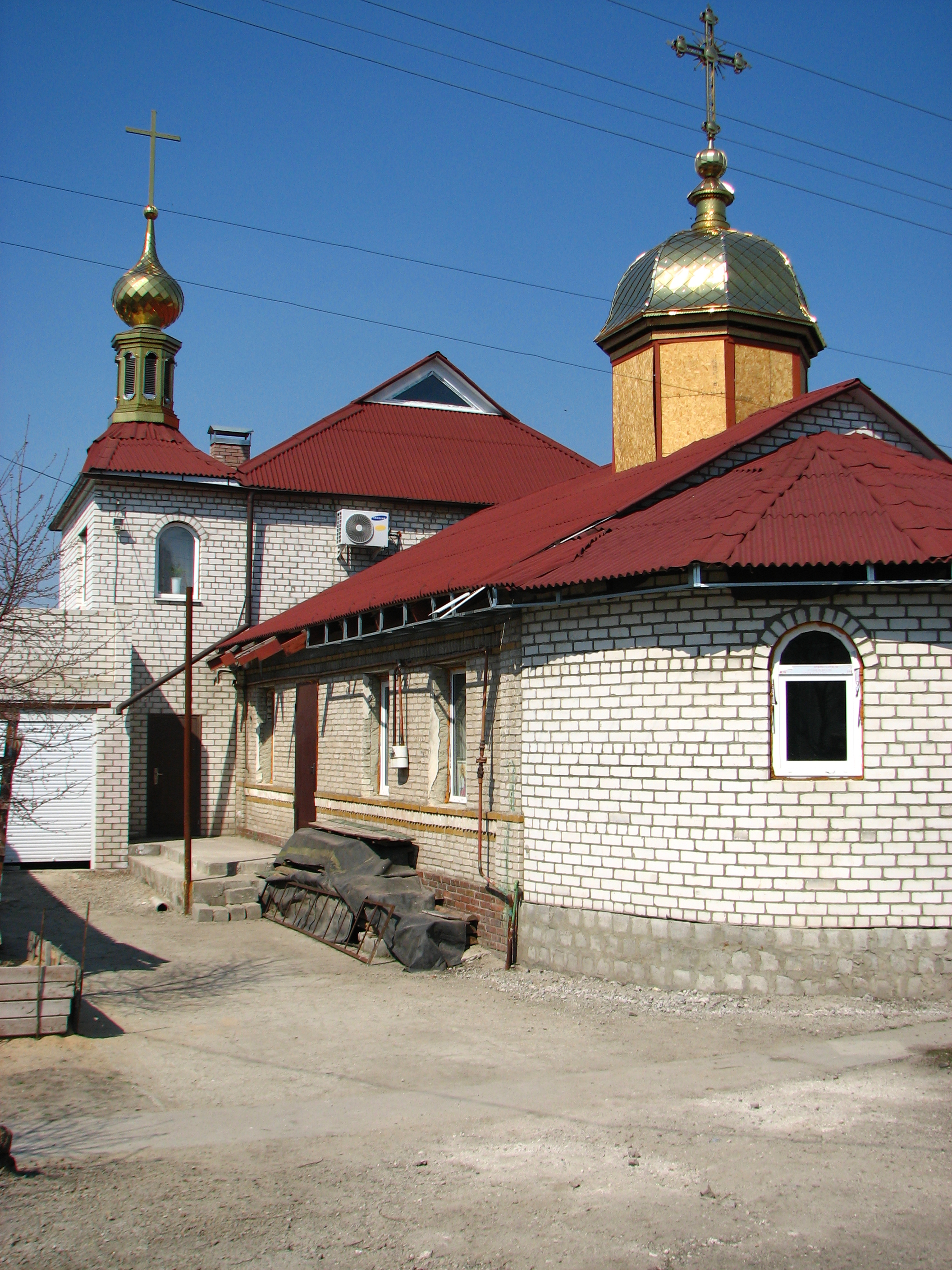
Храм Царя Христа УГКЦ на ул. Баумана, 35
Мечеть на ул. Павловской (на Старой объездной), 28в
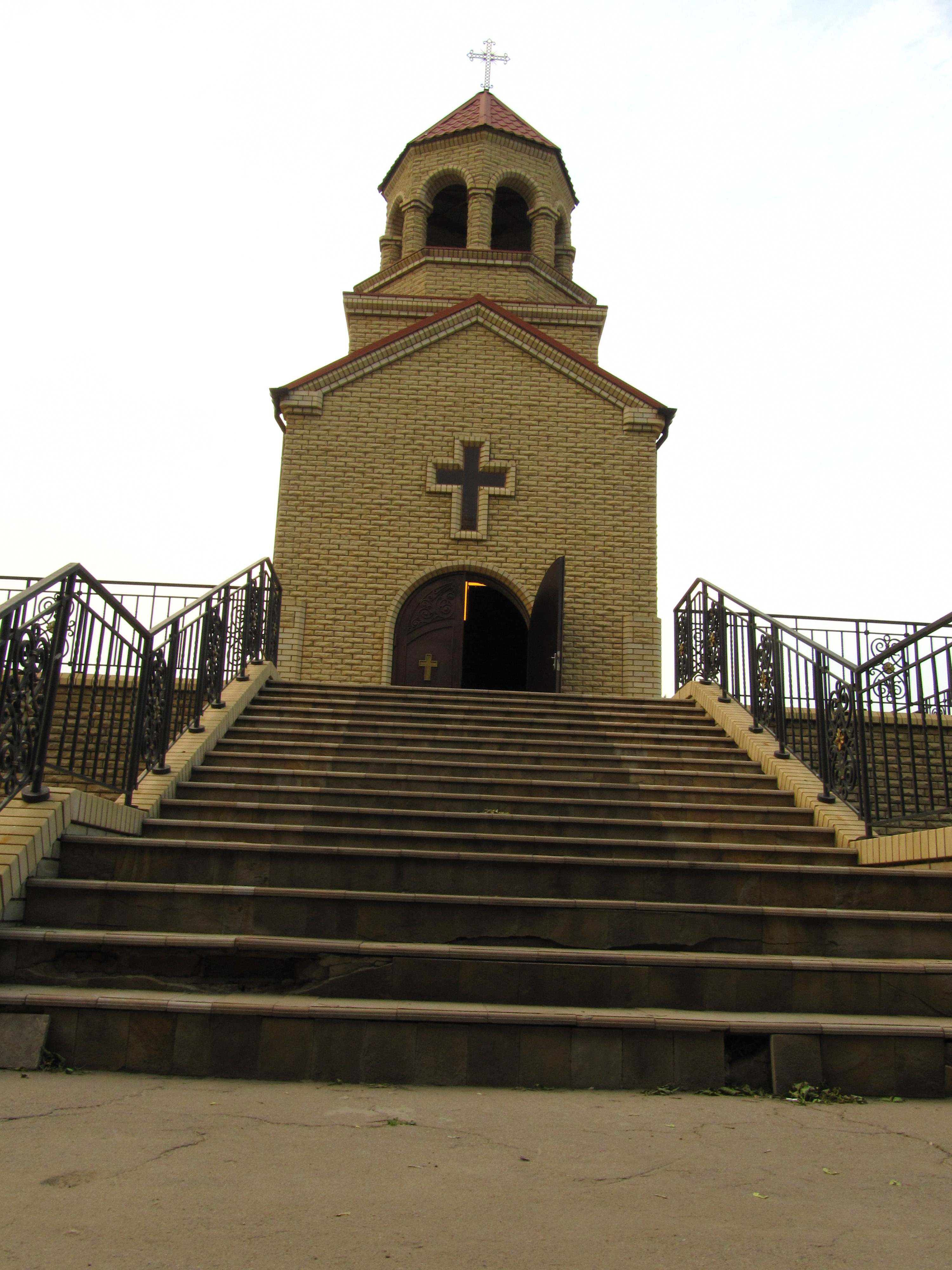
Армянская церковь на ул. Красноармейской
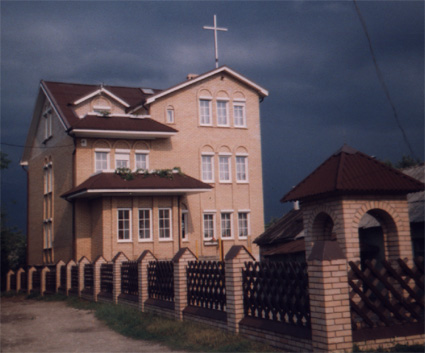
Римско-католическая церковь Рождества Пресвятой Девы Марии на ул. Мергельной, 102
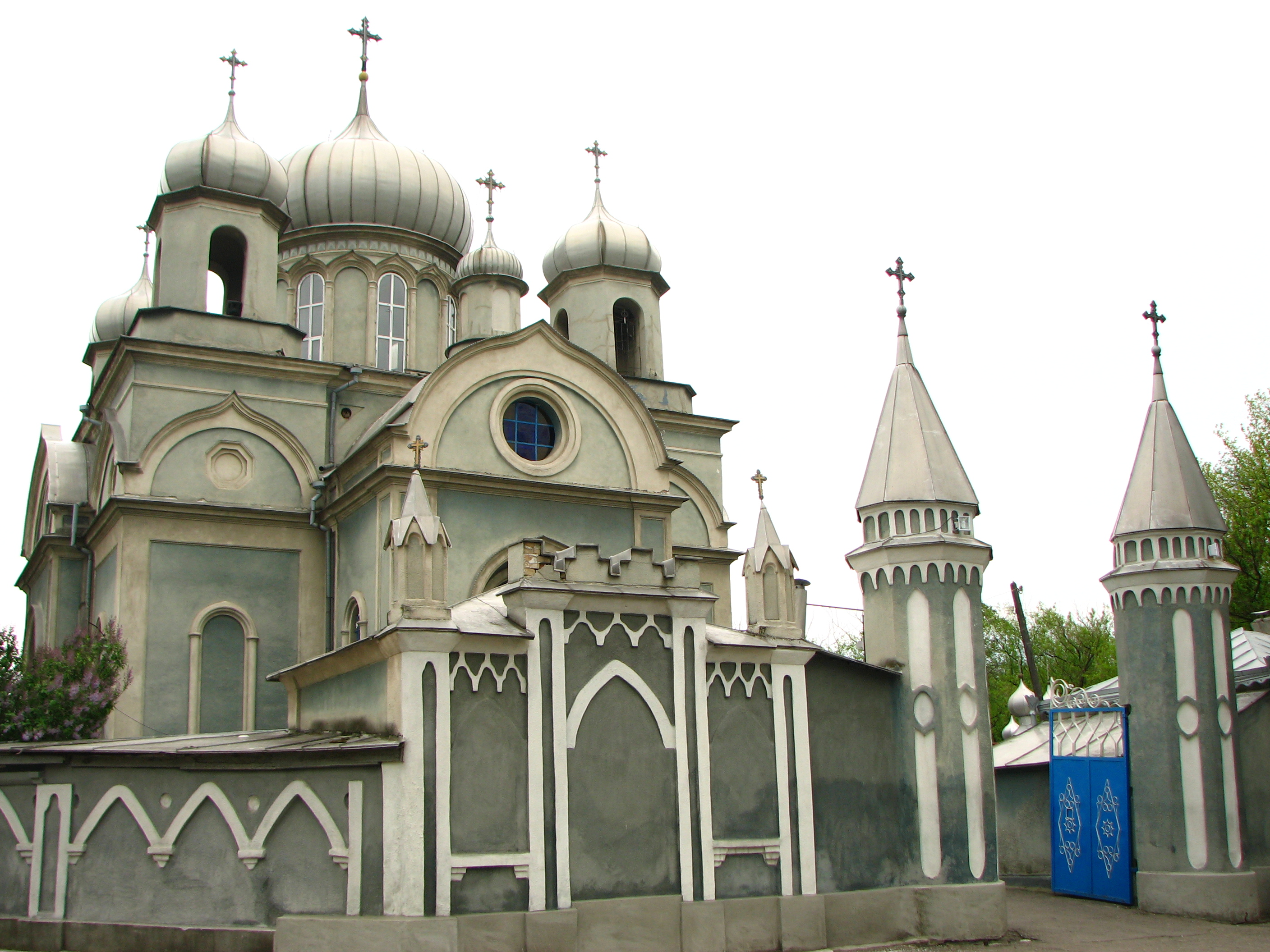
Свято-Вознесенский собор в Александровске (Артёмовский район Луганска)
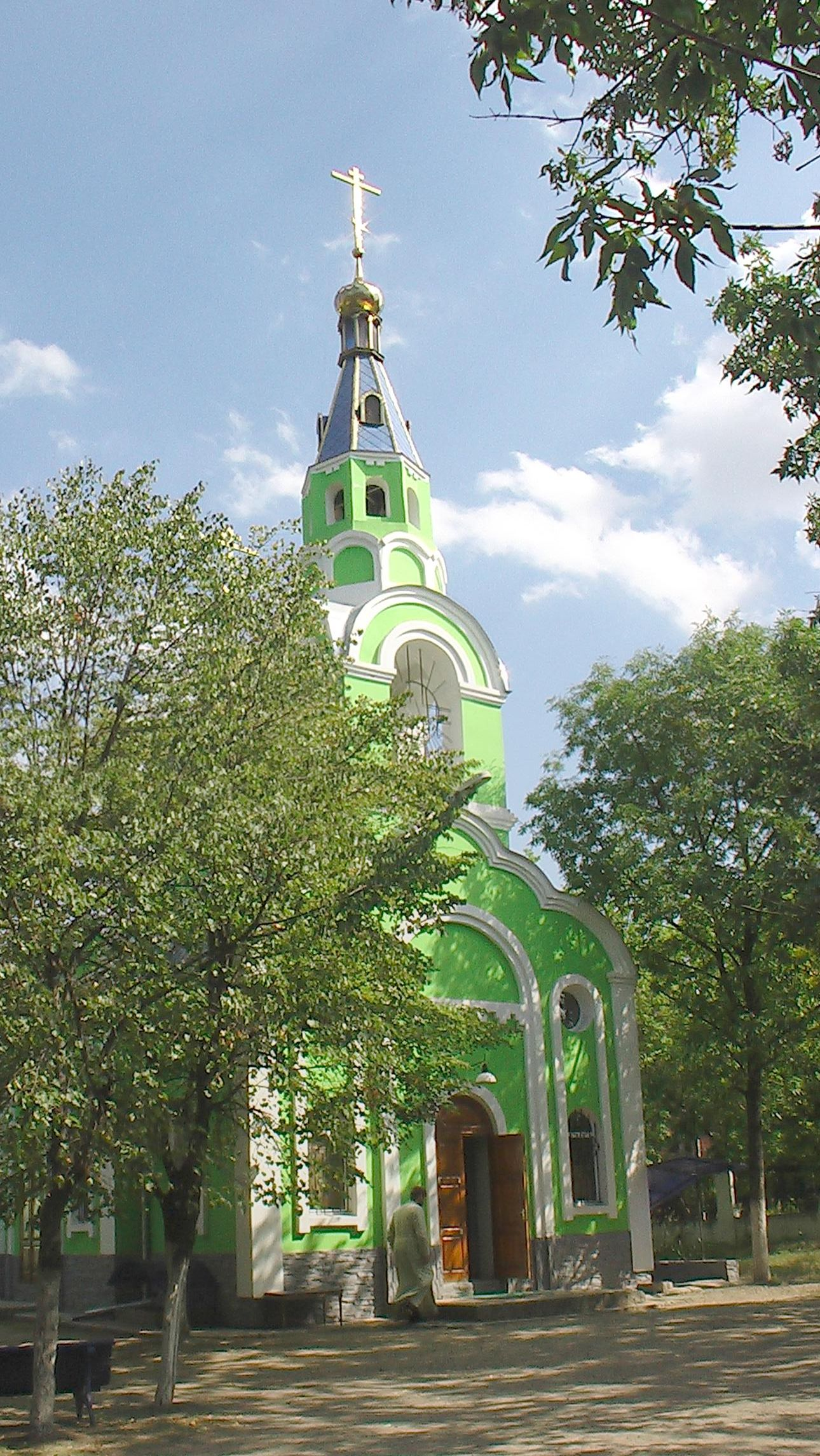
Церковь Киприана и Иустины
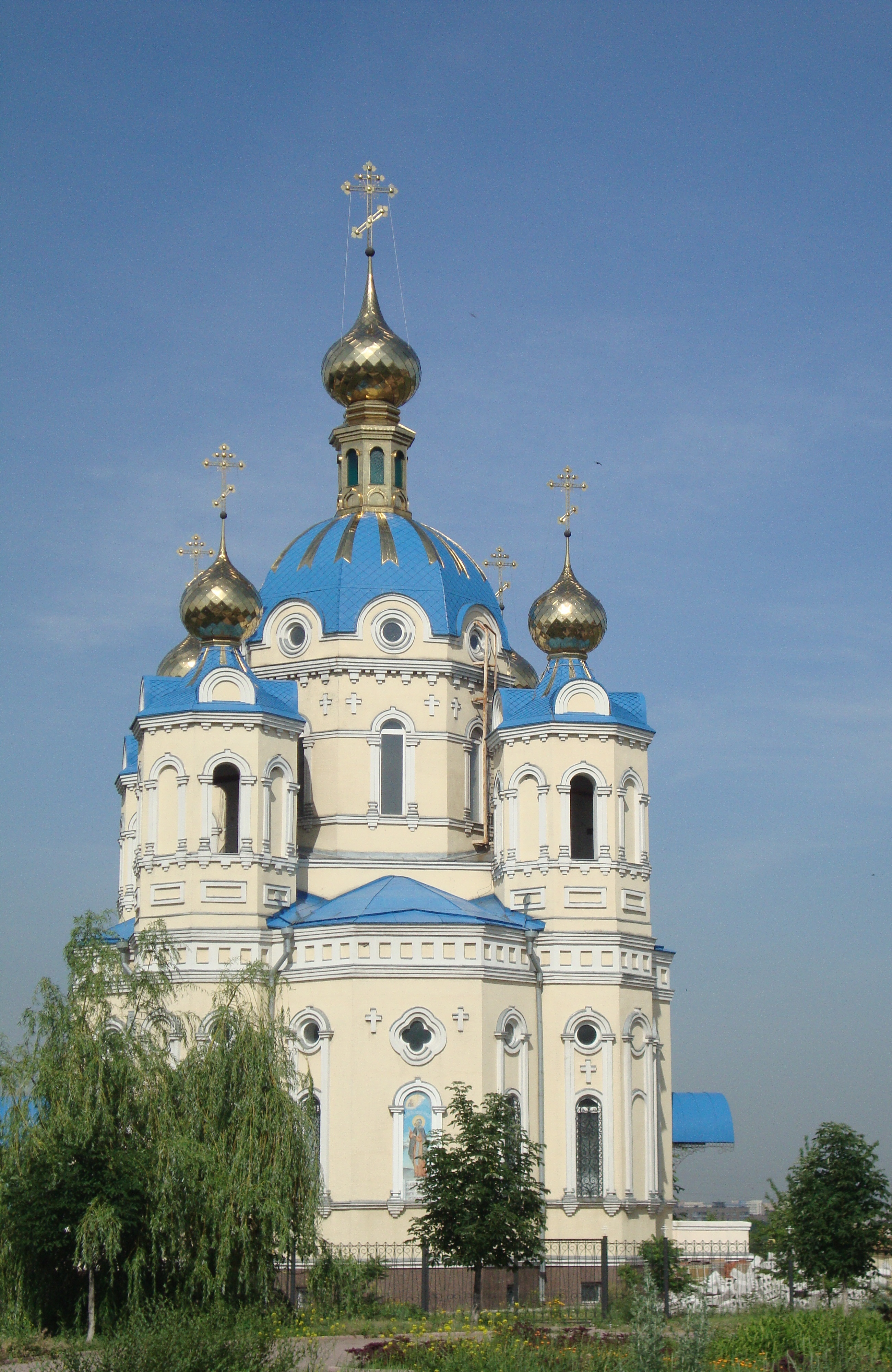
Храм Александра Невского